# Manduca
Genre
Manduca est un genre de lépidoptères (papillons) de nuit de la famille des Sphingidae, de la sous-famille des Sphinginae et de la tribu des Sphingini.

## Systématique
- Le genre Manduca a été décrit par l'entomologiste allemand Jakob Hübner en 1807[1].
- L'espèce type pour le genre est Manduca sexta (Linnaeus, 1763).

## Synonymie
- Phlegethontius Hübner, [1819][2]
- Protoparce Burmeister, 1856[3]
- Macrosila Walker, 1856[4]
- Diludia Grote & Robinson, 1865 [5]
- Syzygia Grote & Robinson, 1865[6]
- Chlaenogramma Smith, 1887 [7]

### Taxinomie
Liste d'espèces
- Manduca albiplaga (Walker, 1856)
- Manduca  andicola (Rothschild & Jordan, 1916)
- Manduca armatipes (Rothschild & Jordan, 1916)
- Manduca barnesi (B.P. Clark, 1919)
- Manduca boliviana (B.P. Clark, 1923)
- Manduca brasiliensis (Jordan, 1911)
- Manduca brontes (Drury, 1773)
- Manduca clarki (Rothschild & Jordan, 1916)
- Manduca corallina (Druce, 1883)
- Manduca diffissa  (Butler, 1871)
- Manduca dilucida (Edwards, 1887)
- Manduca extrema (Gehlen, 1926)
- Manduca florestan (Stoll, 1782)
- Manduca hannibal
- Manduca huascara (Schaus, 1941)
- Manduca incisa (Walker, 1856)
- Manduca jordani (Giacomelli, 1912)
- Manduca jasminearum (Guérin-Méneville, 1832)
- Manduca lanuginosa
- Manduca lefeburii (Guérin-Méneville, 1844)
- Manduca lichenea (Burmeister, 1855)
- Manduca lucetius (Cramer, [1780])
- Manduca morelia (Druce, 1884)
- Manduca muscosa (Rothschild & Jordan, 1903)
- Manduca ochus (Klug, 1936)
- Manduca pellenia
- Manduca prestoni (Gehlen, 1926)
- Manduca quinquemaculata (Haworth, 1803)
- Manduca rustica (Fabricius, 1775)
- Manduca scutata (Rothschild & Jordan, 1903)
- Manduca sesquiplex (Boisduval, 1870)
- Manduca sexta (Linnaeus, 1763) — sphinx du tabac
- Manduca tucumana (Rothschild & Jordan, 1903)
- Manduca vestalis (Jordan, 1917)
- Manduca wellingi Brou, 1984

## Galerie

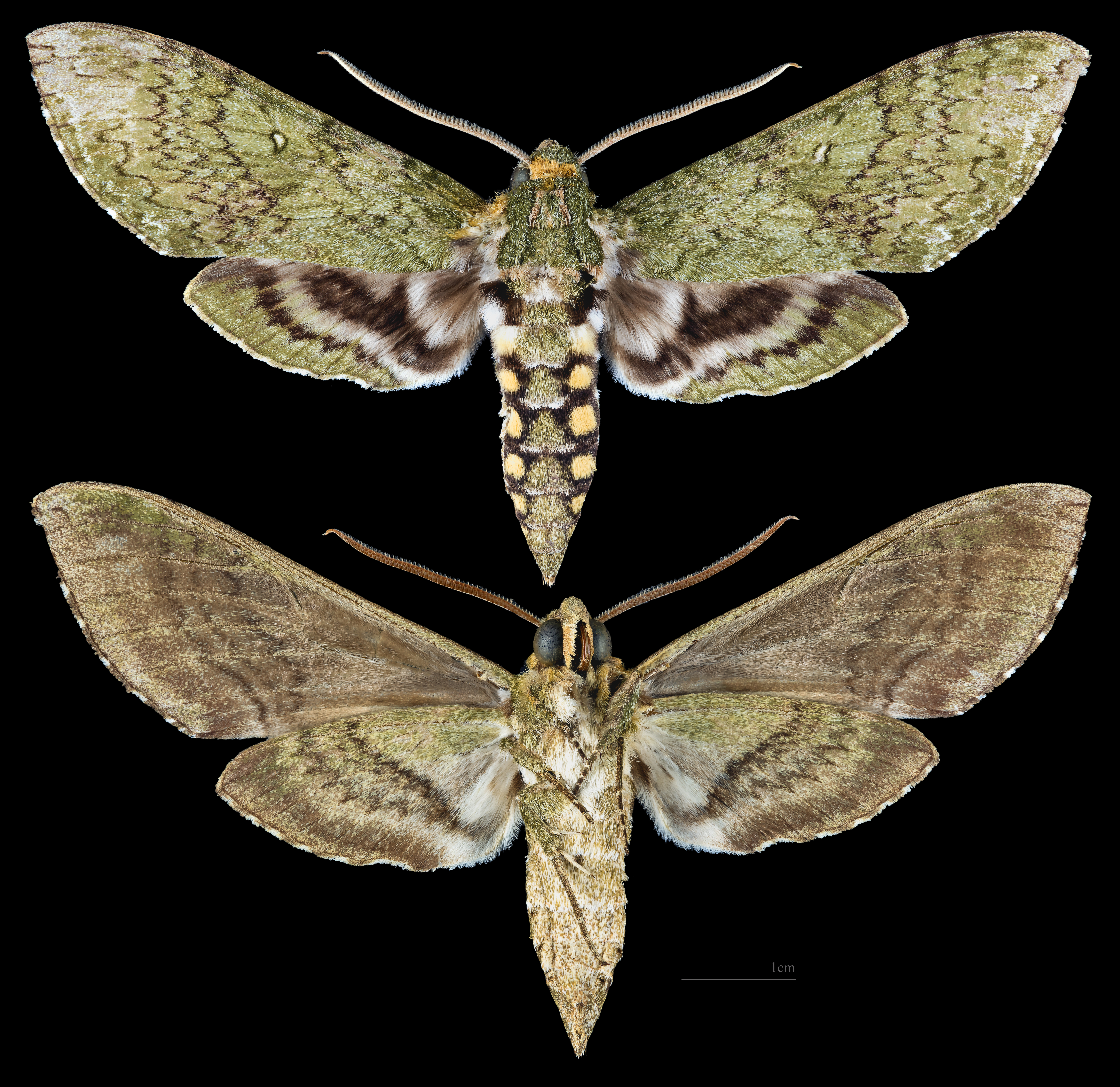
Manduca afflicta
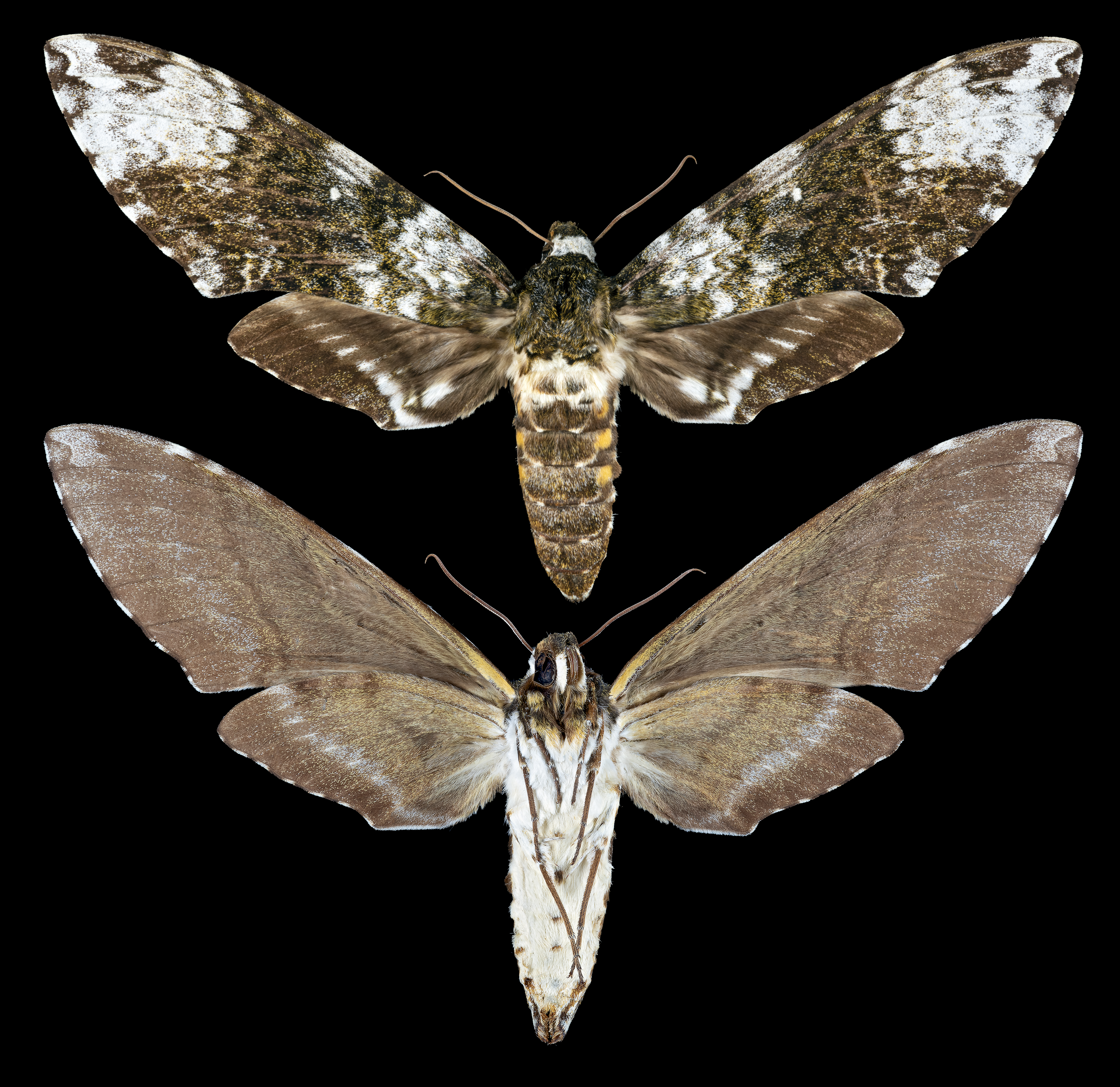
Manduca albiplaga
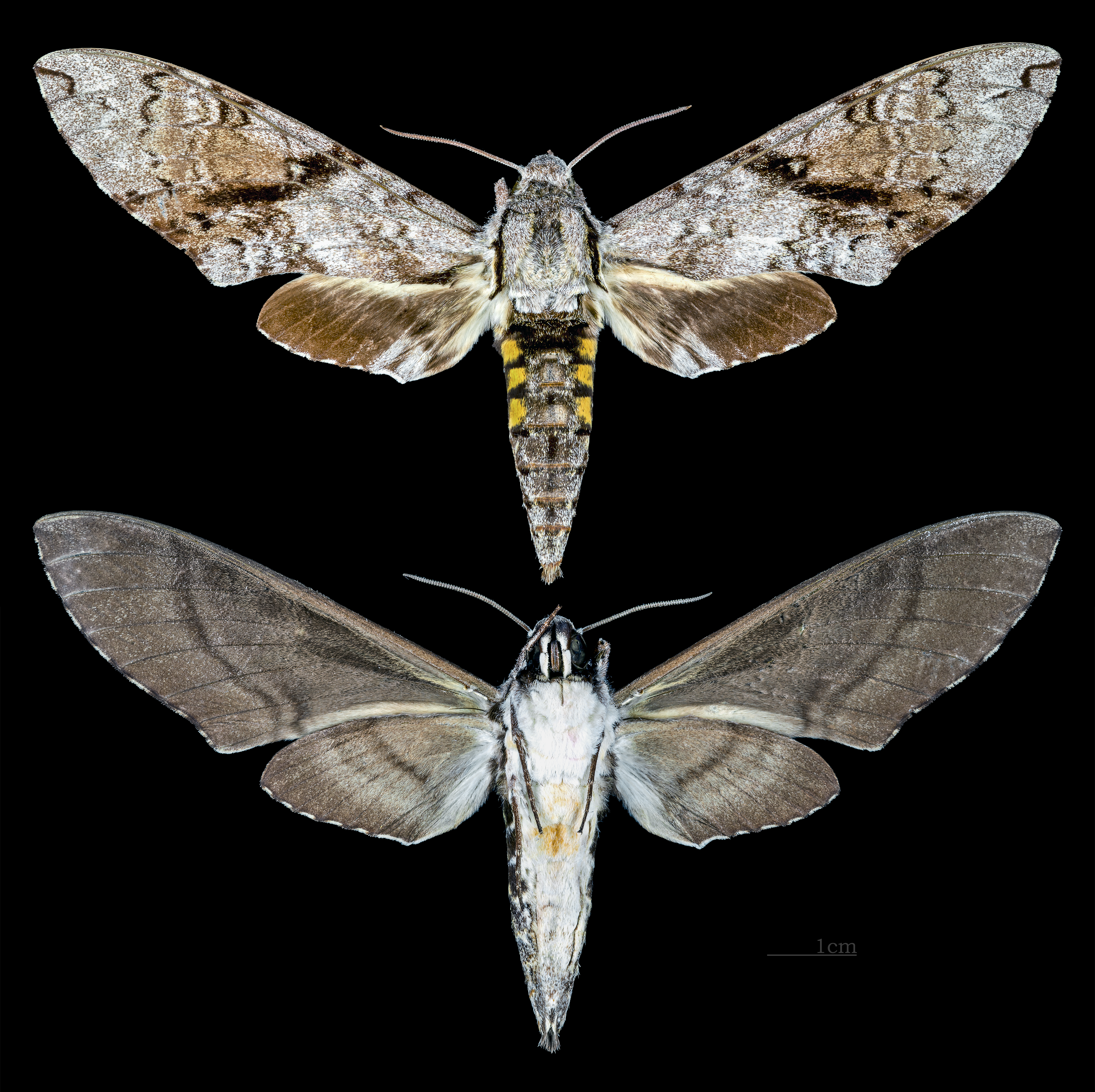
Manduca  andicola
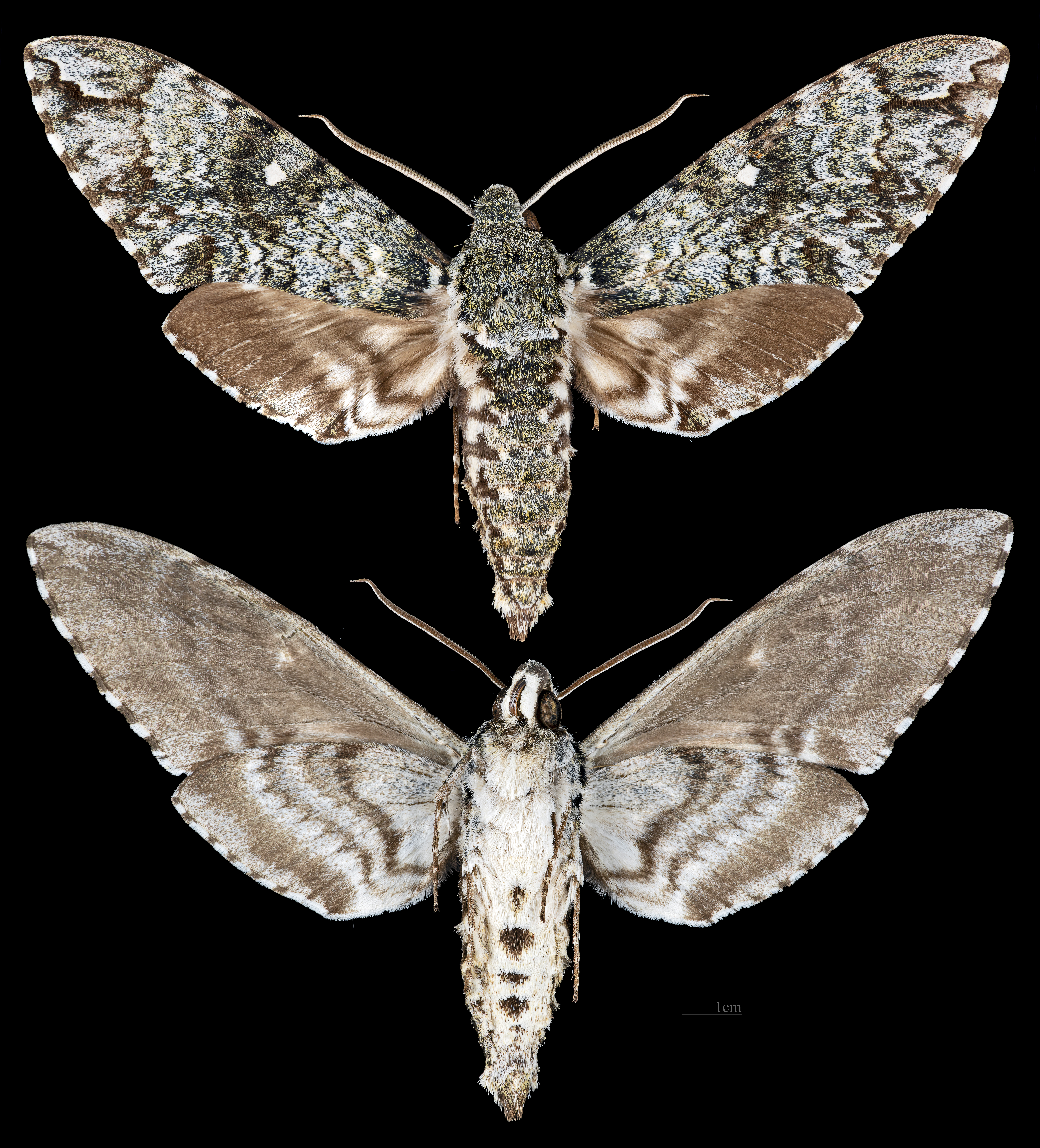
Manduca armatipes
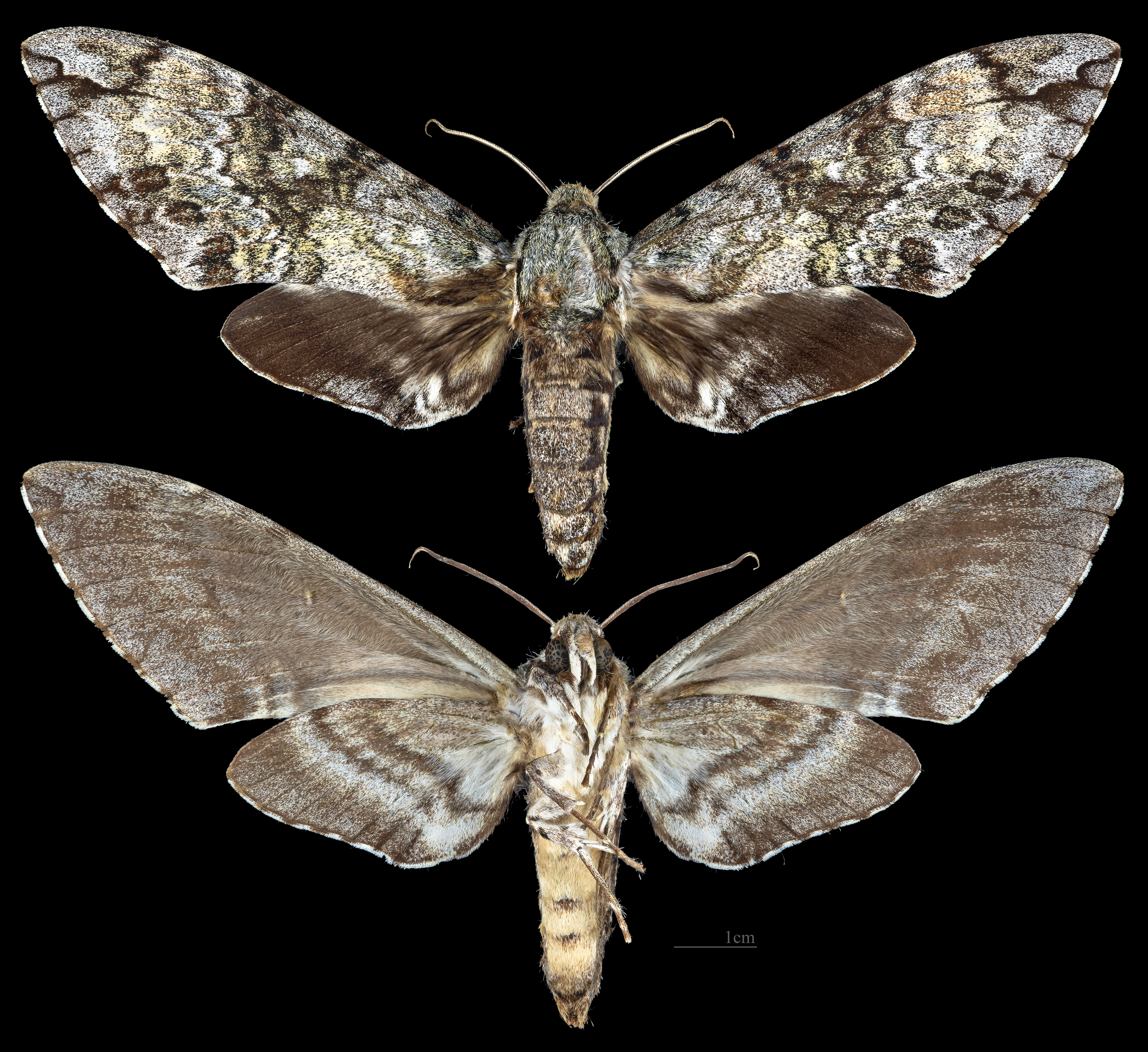
Manduca barnesi
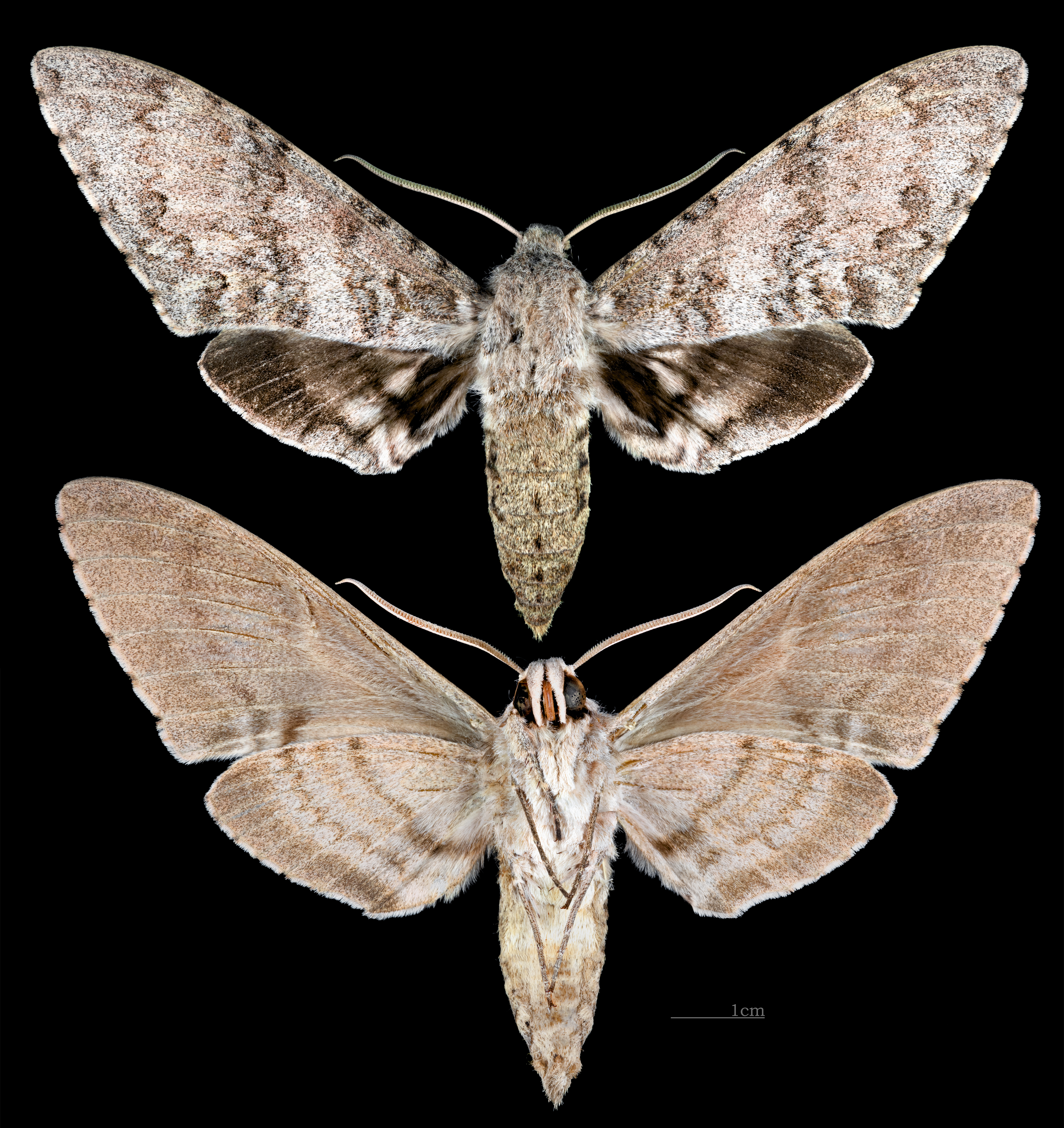
Manduca bergi
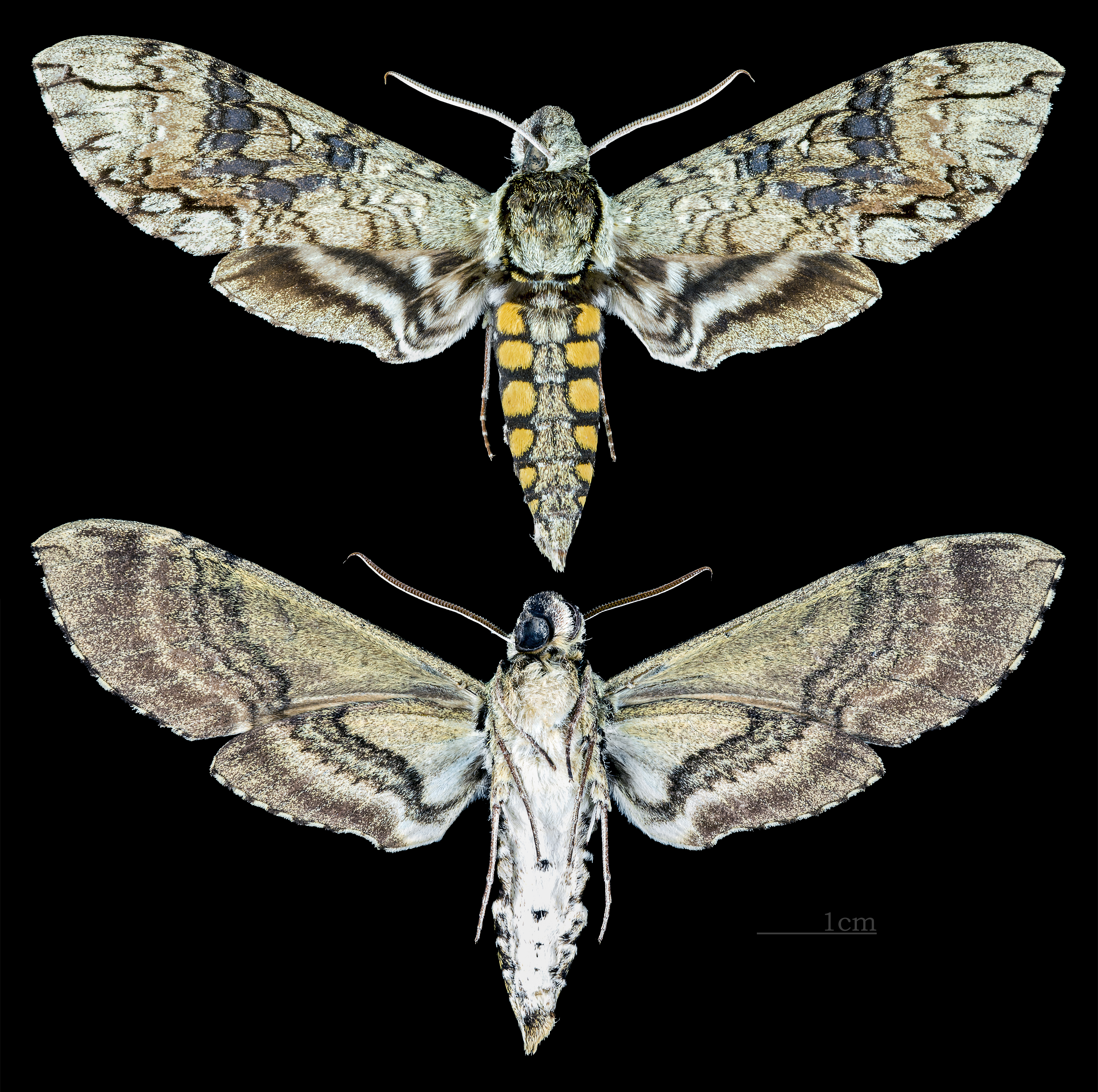
Manduca boliviana
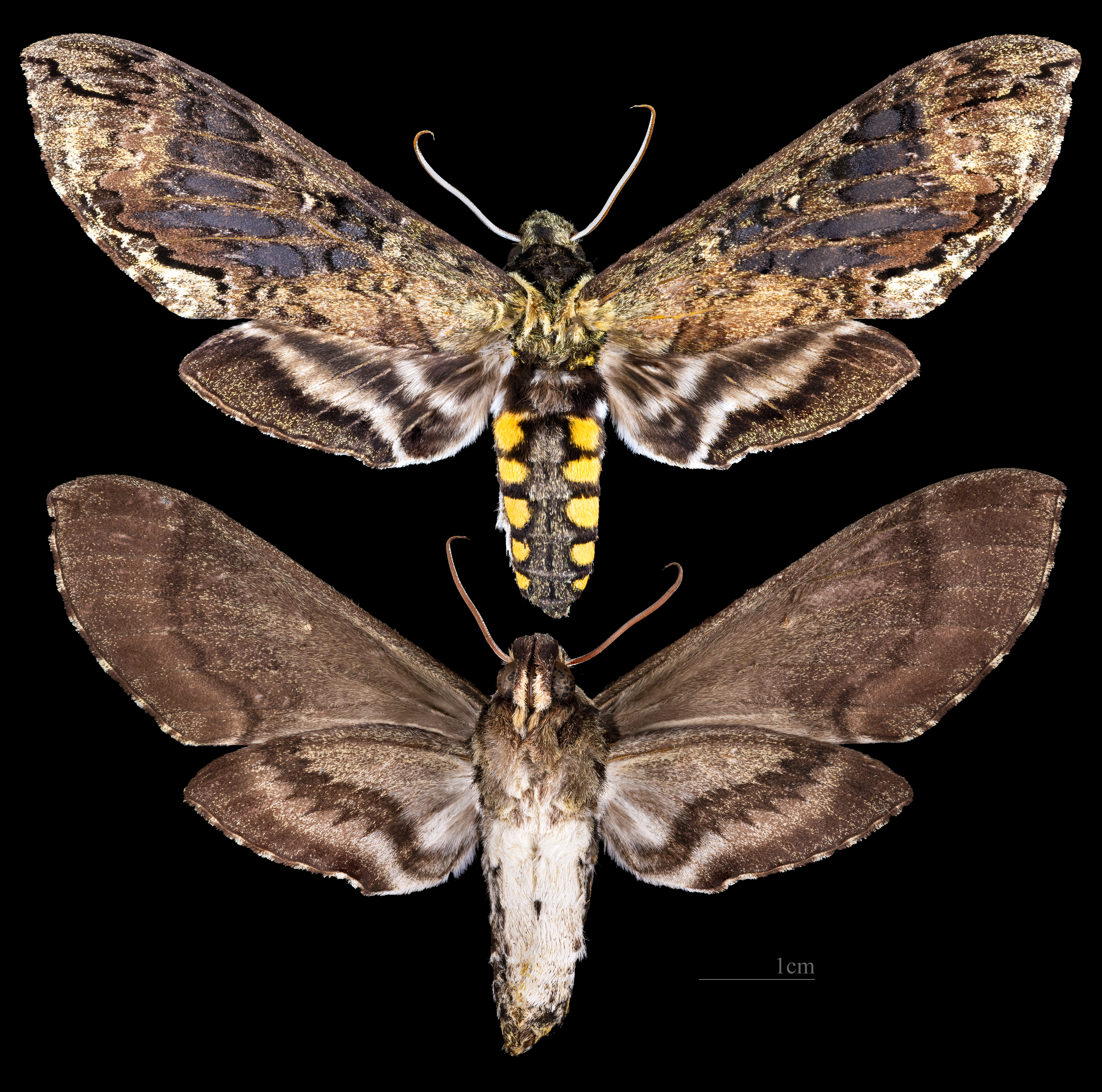
Manduca brasiliensis
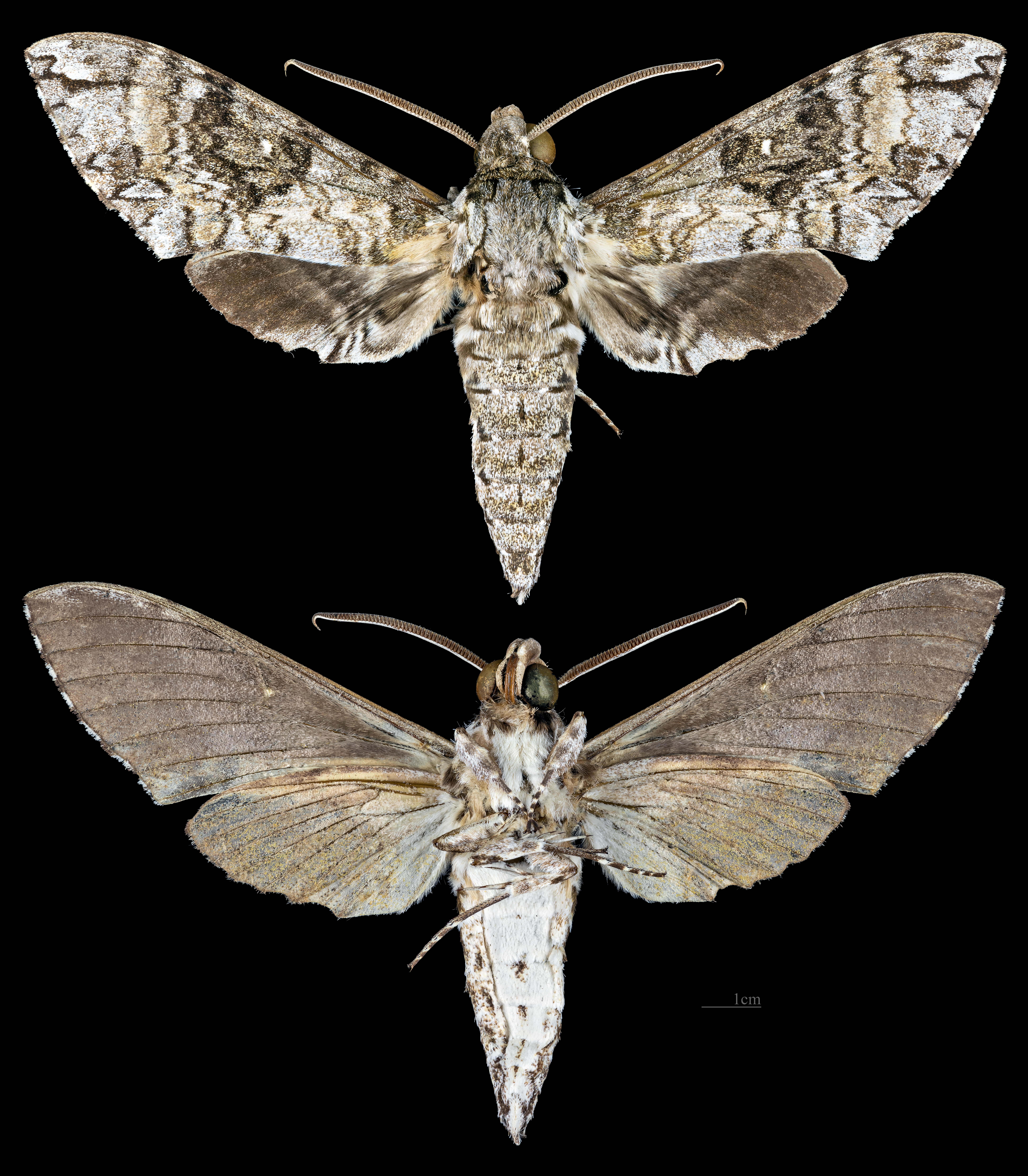
Manduca brontes
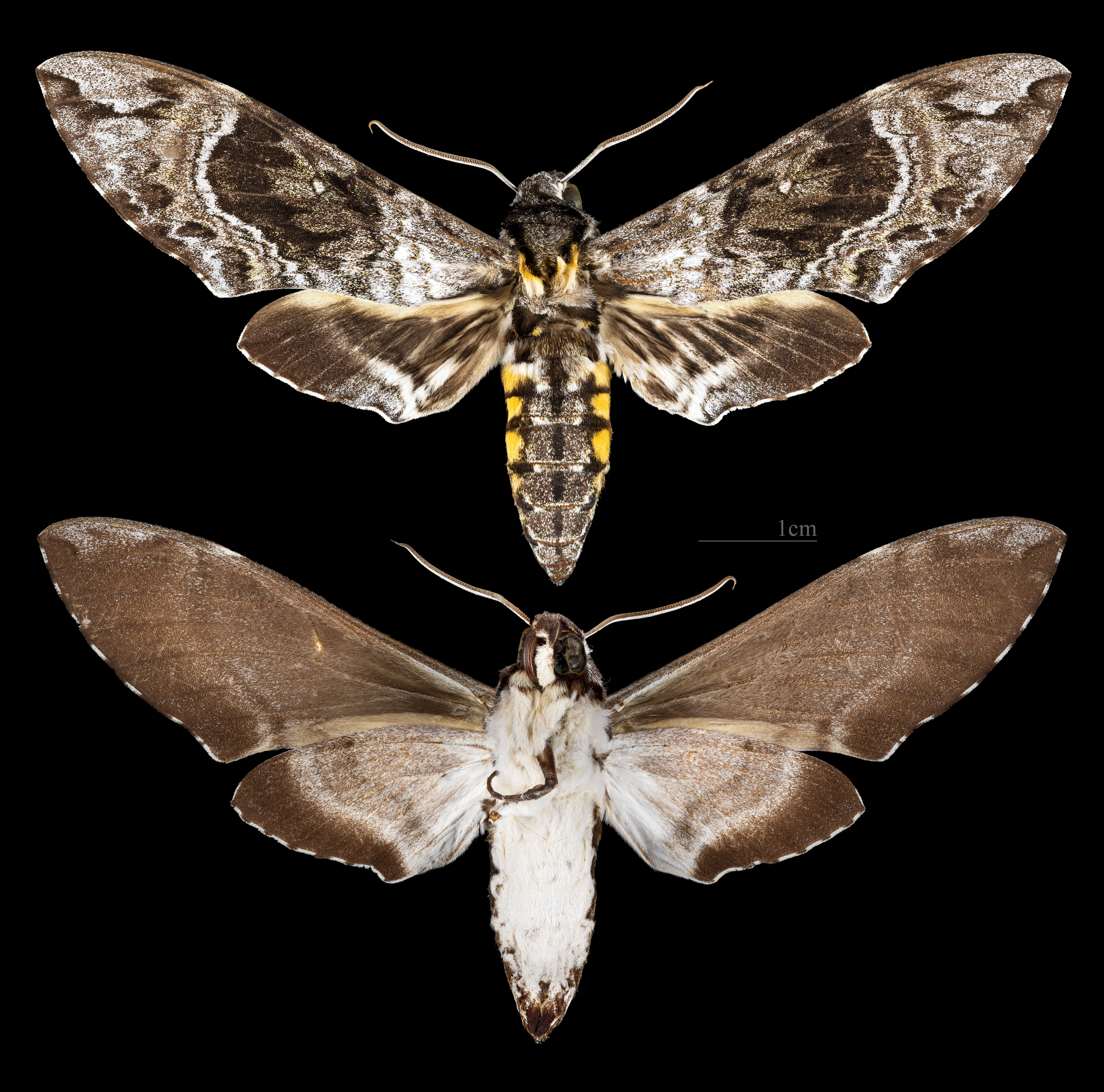
Manduca brunalba
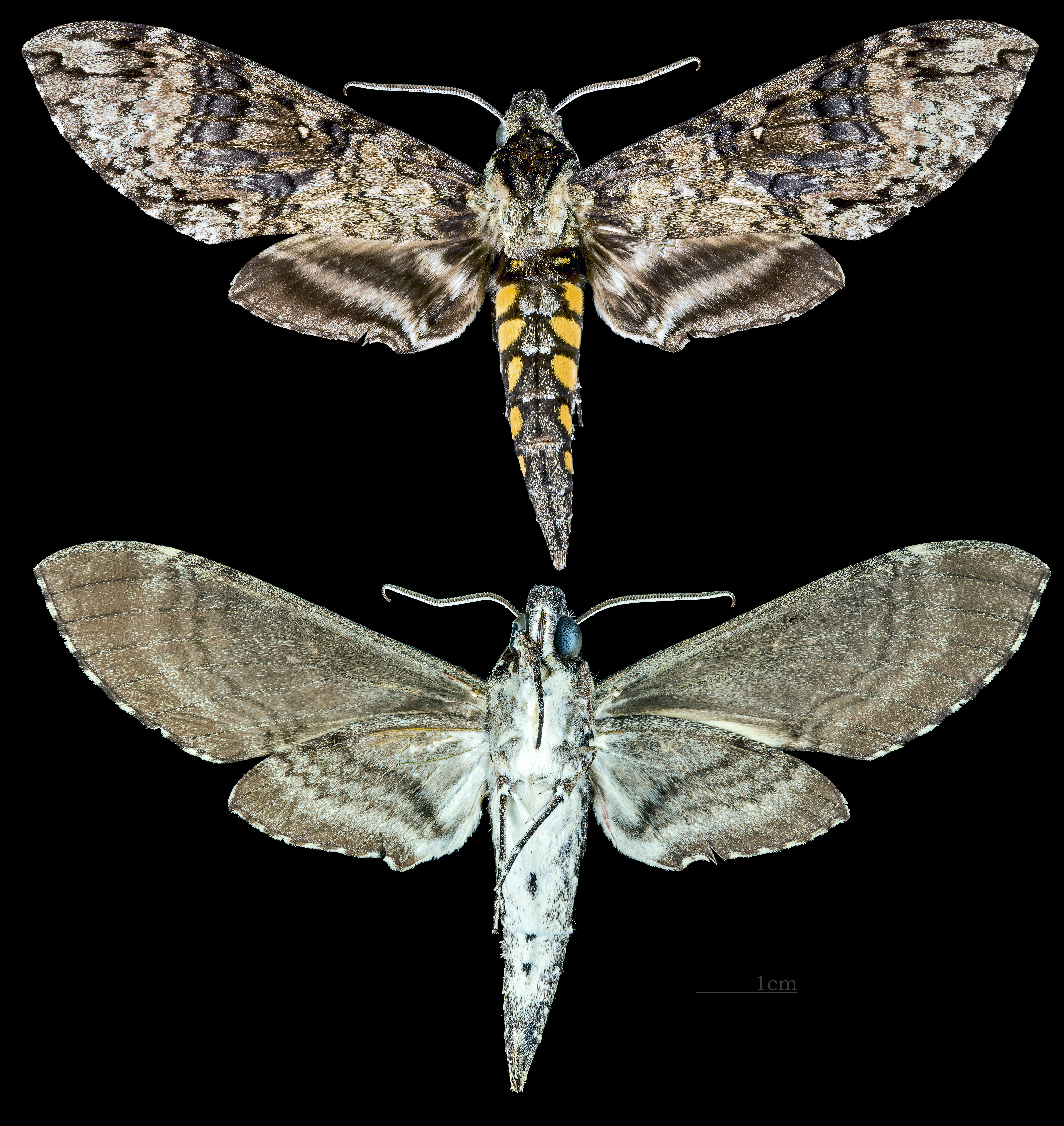
Manduca clarki
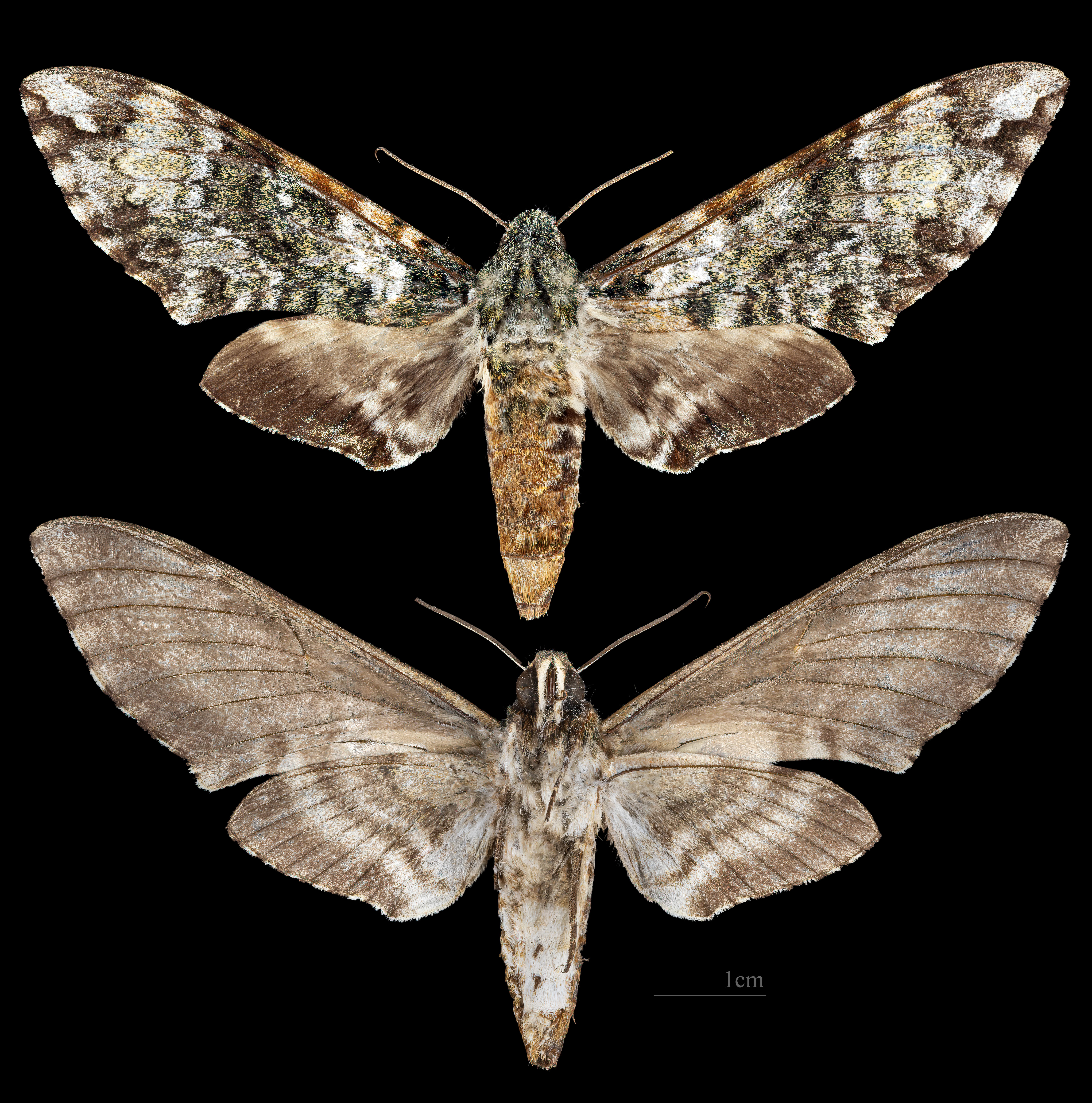
Manduca corallina
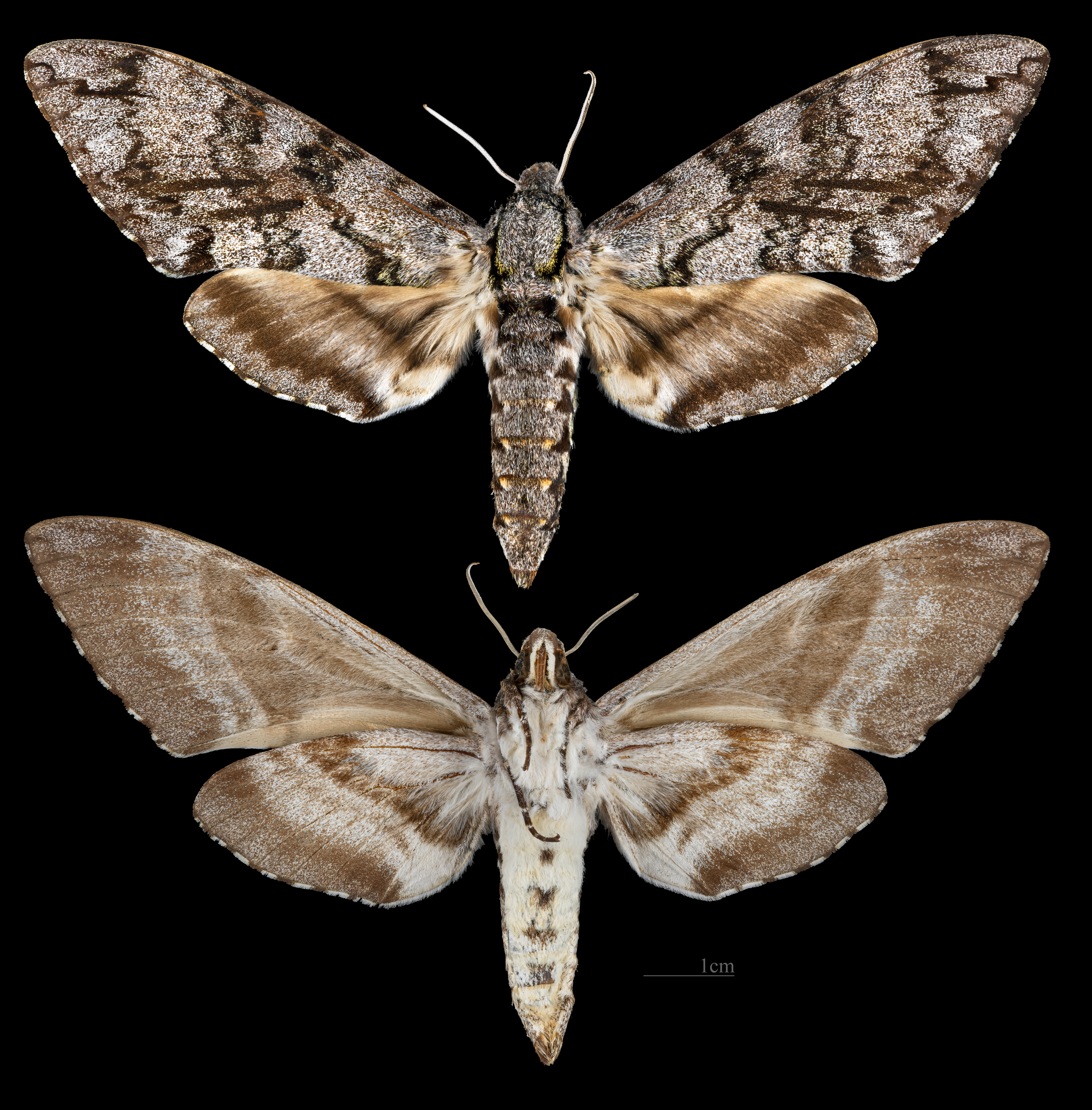
Manduca corumbensis
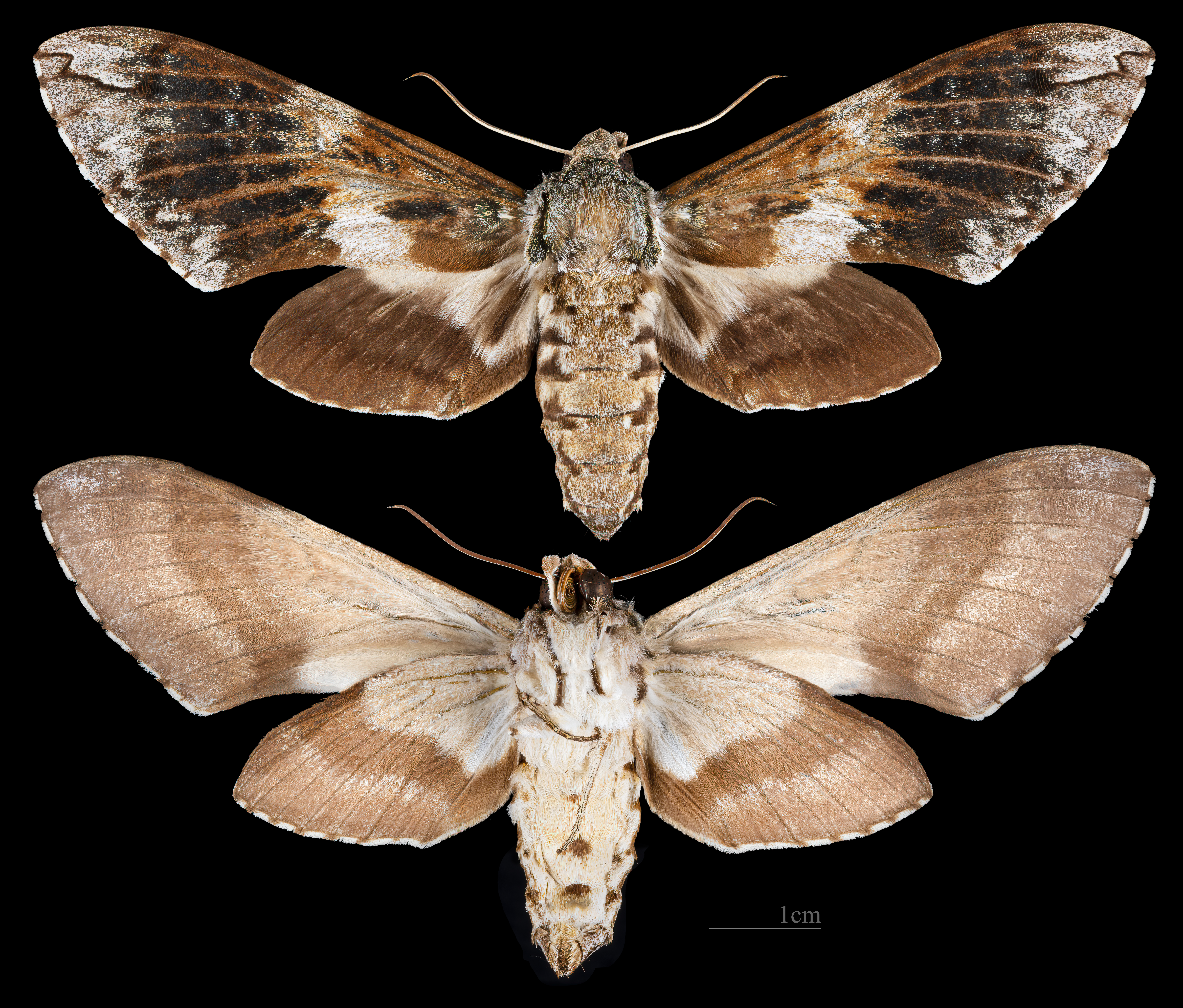
Manduca crocala
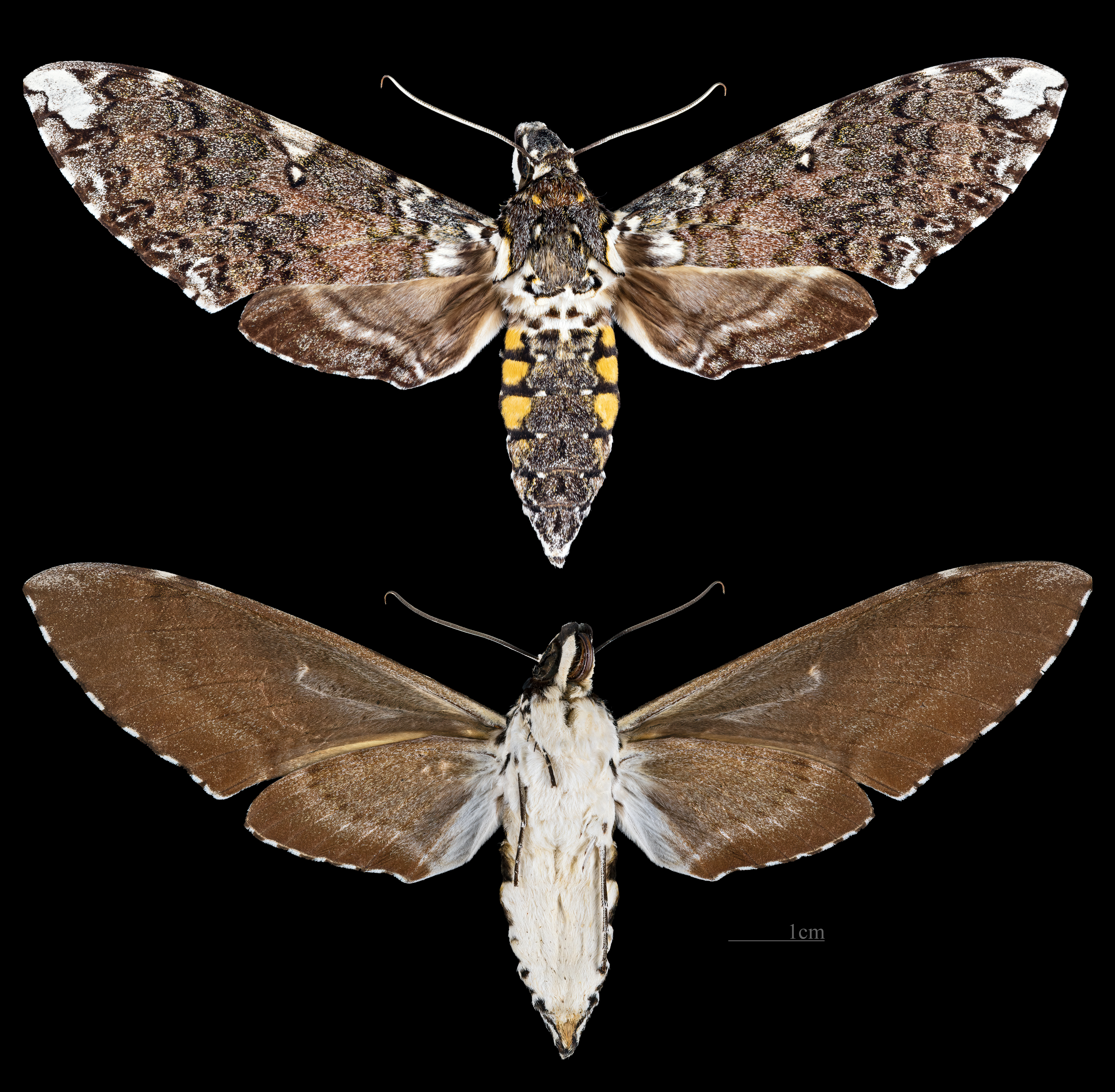
Manduca dalica
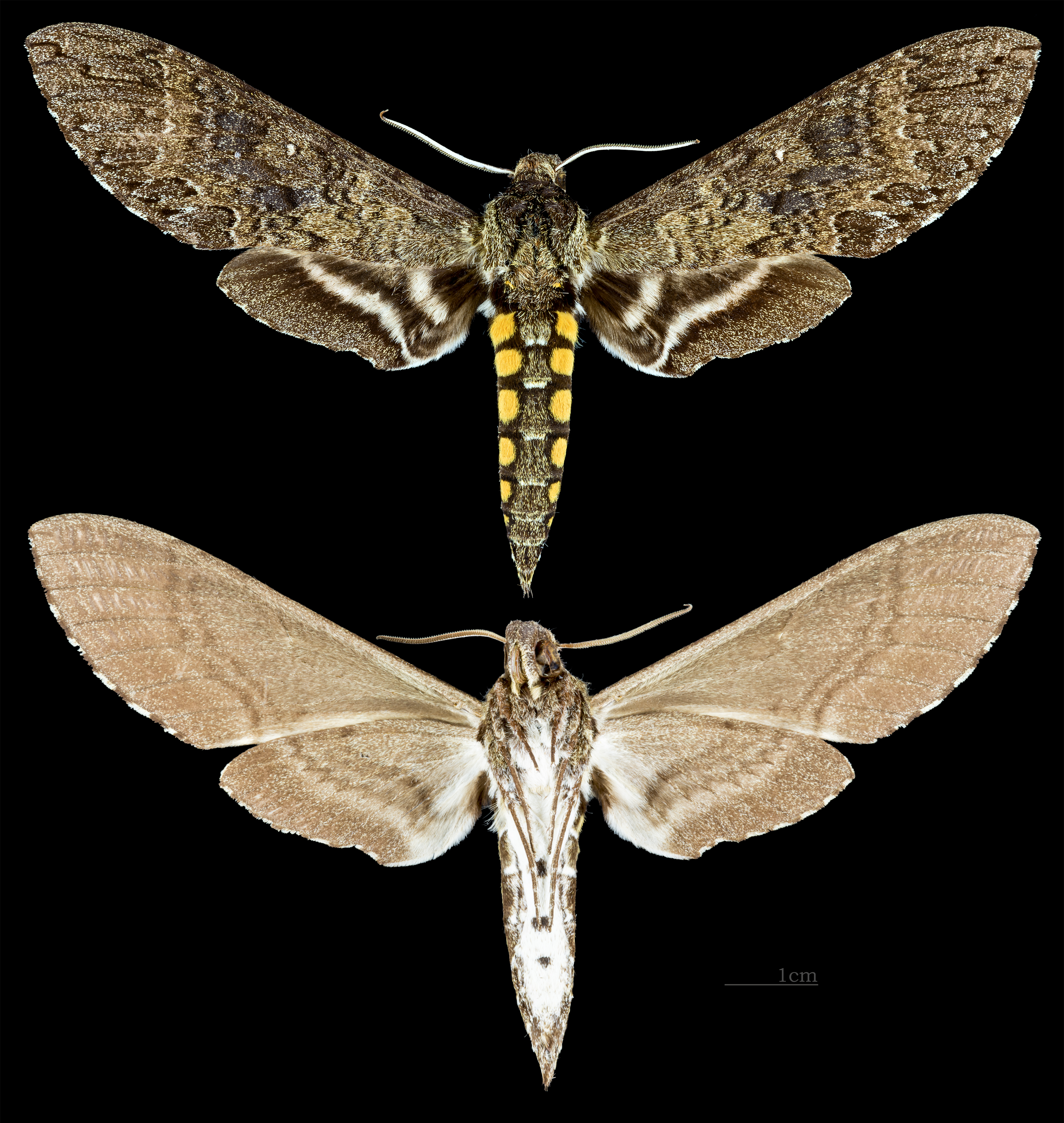
Manduca diffissa
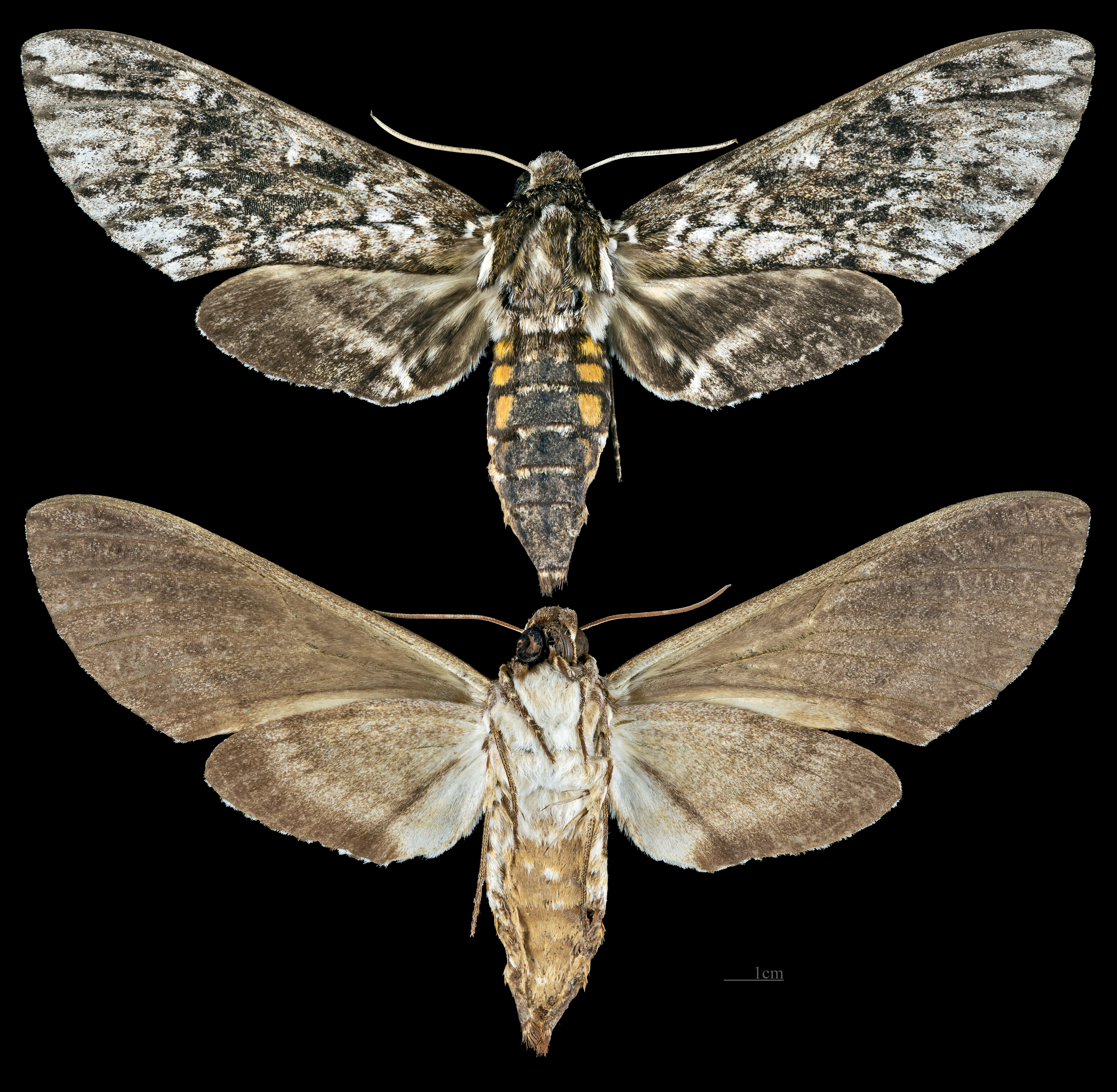
Manduca dilucida
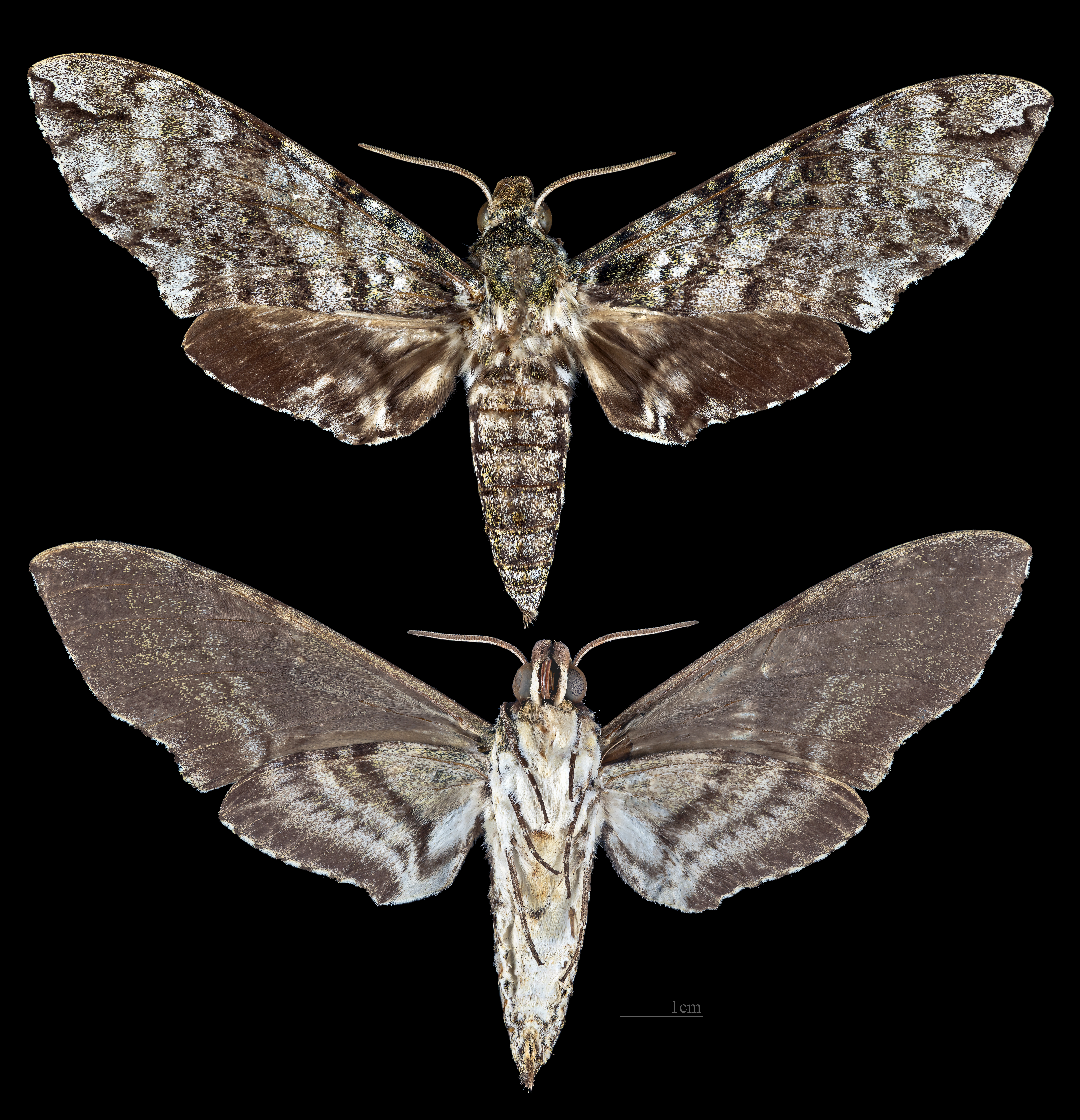
Manduca extrema
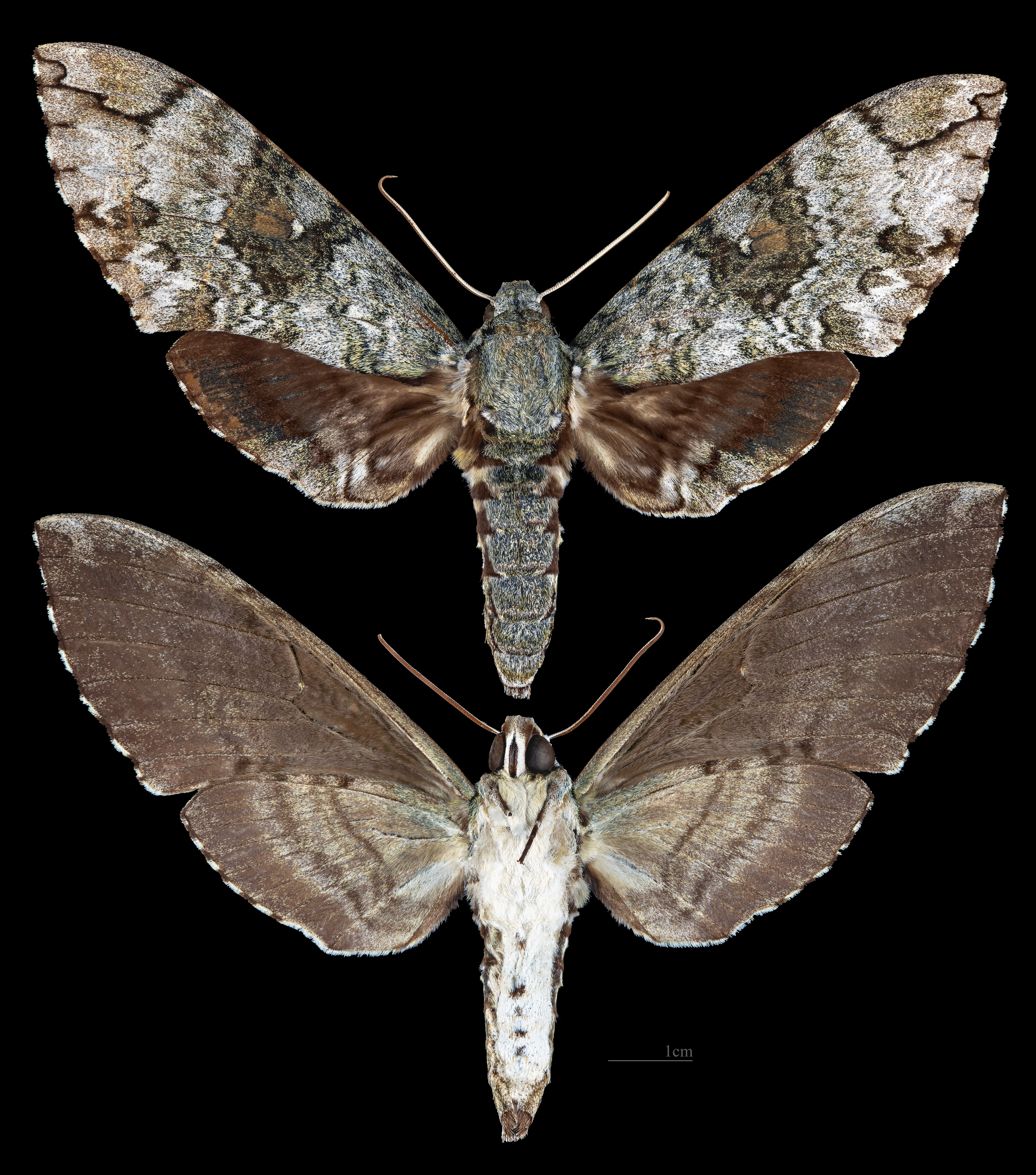
Manduca florestan
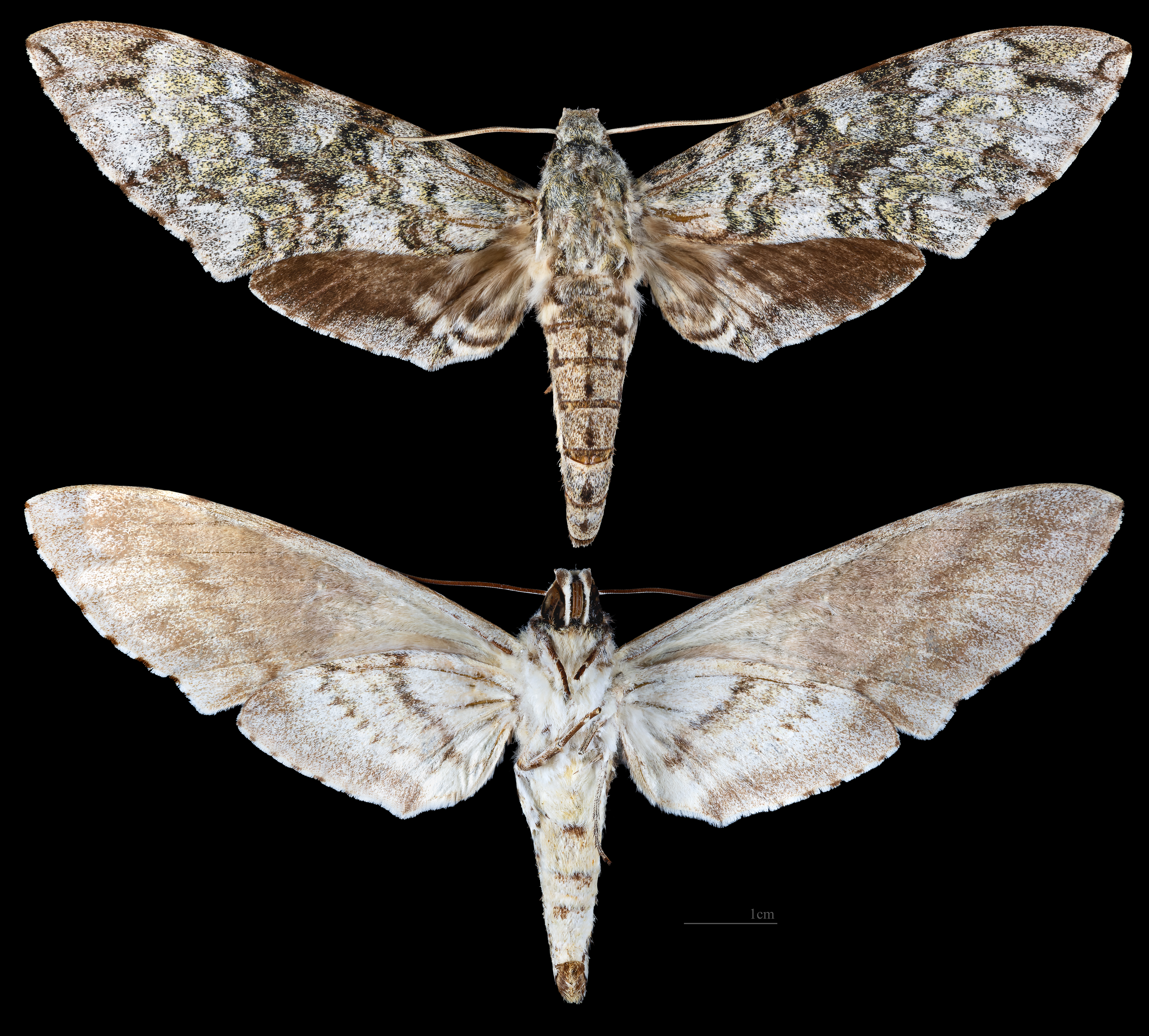
Manduca franciscae
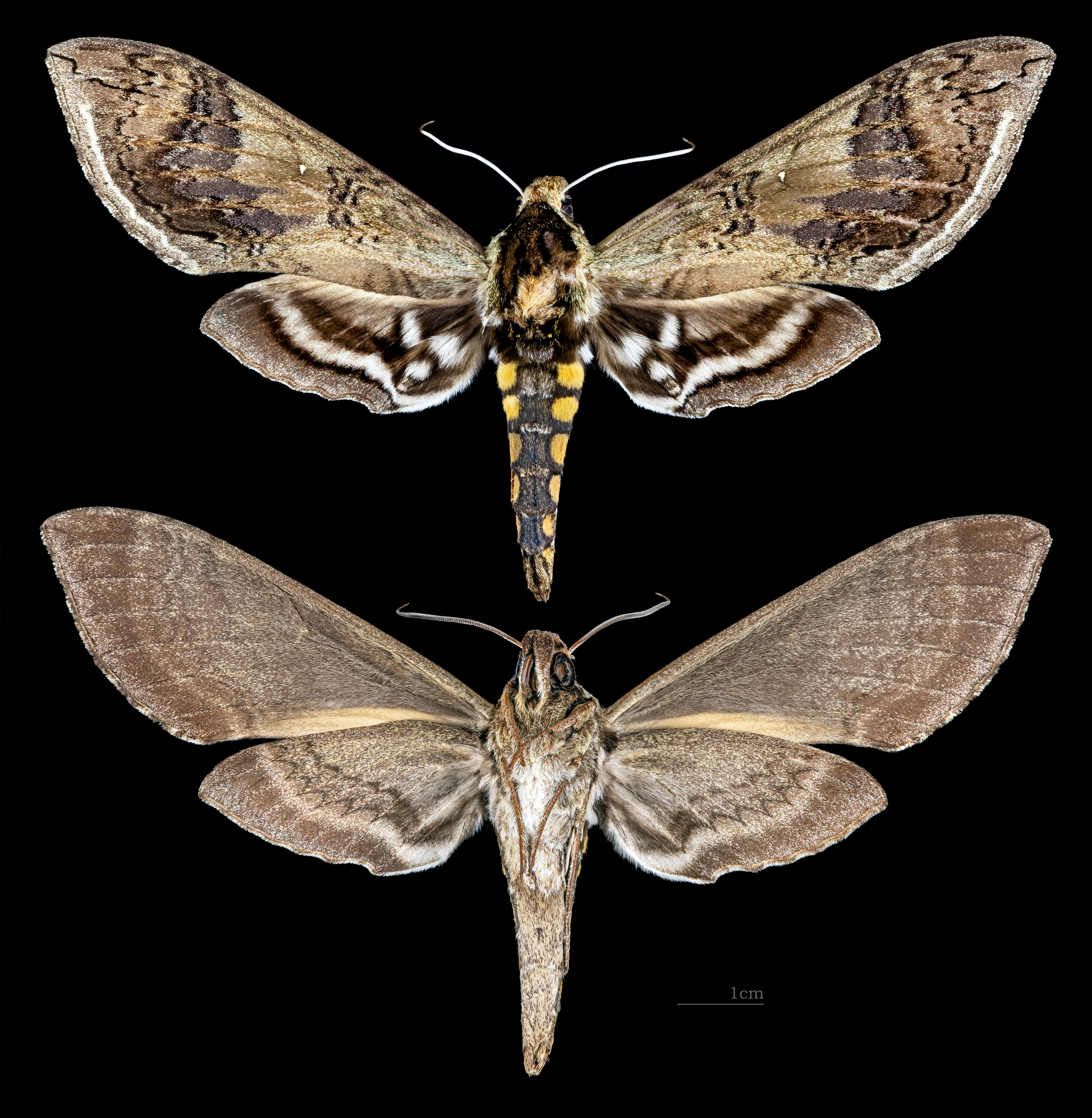
Manduca hannibal
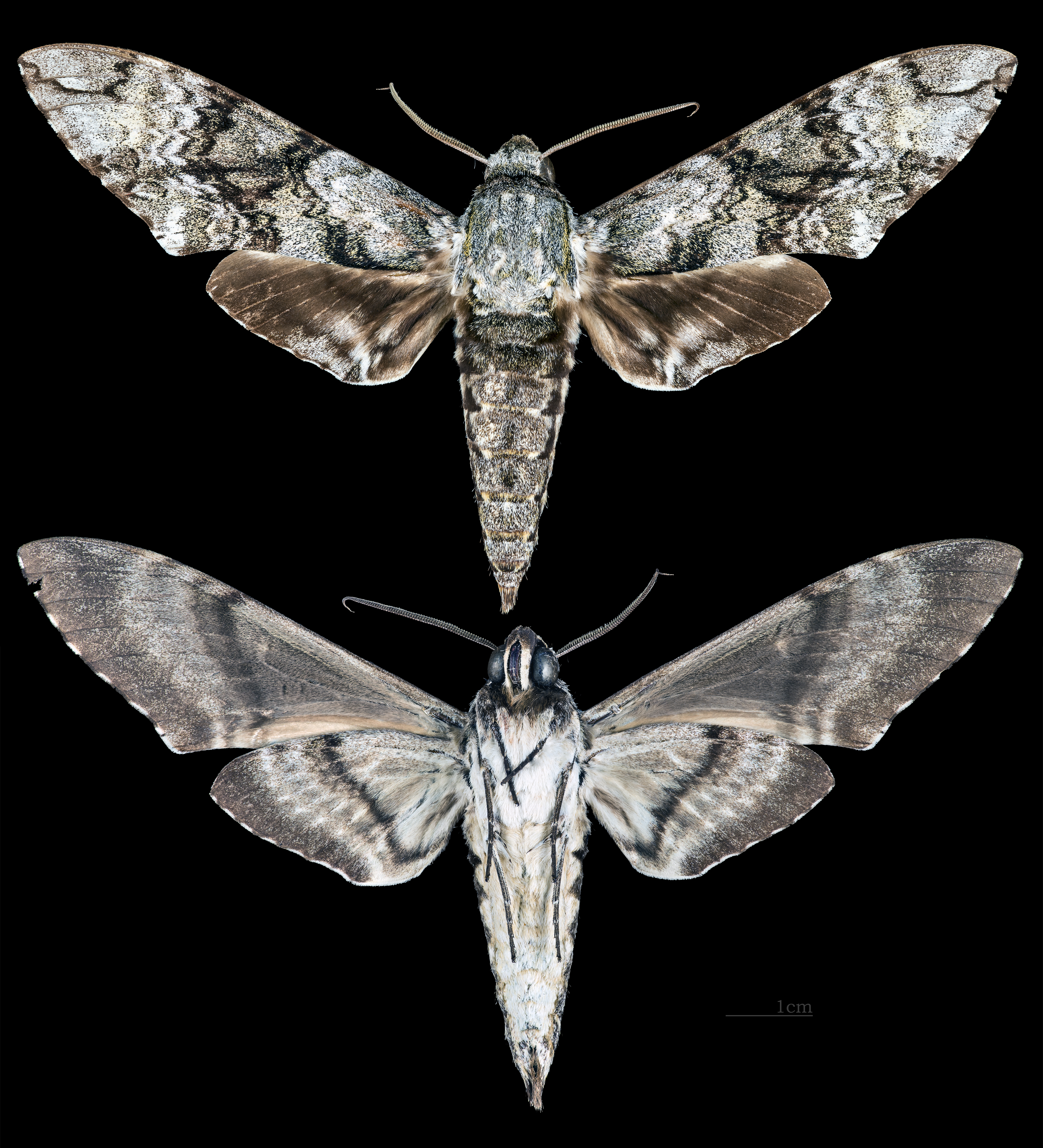
Manduca huascara
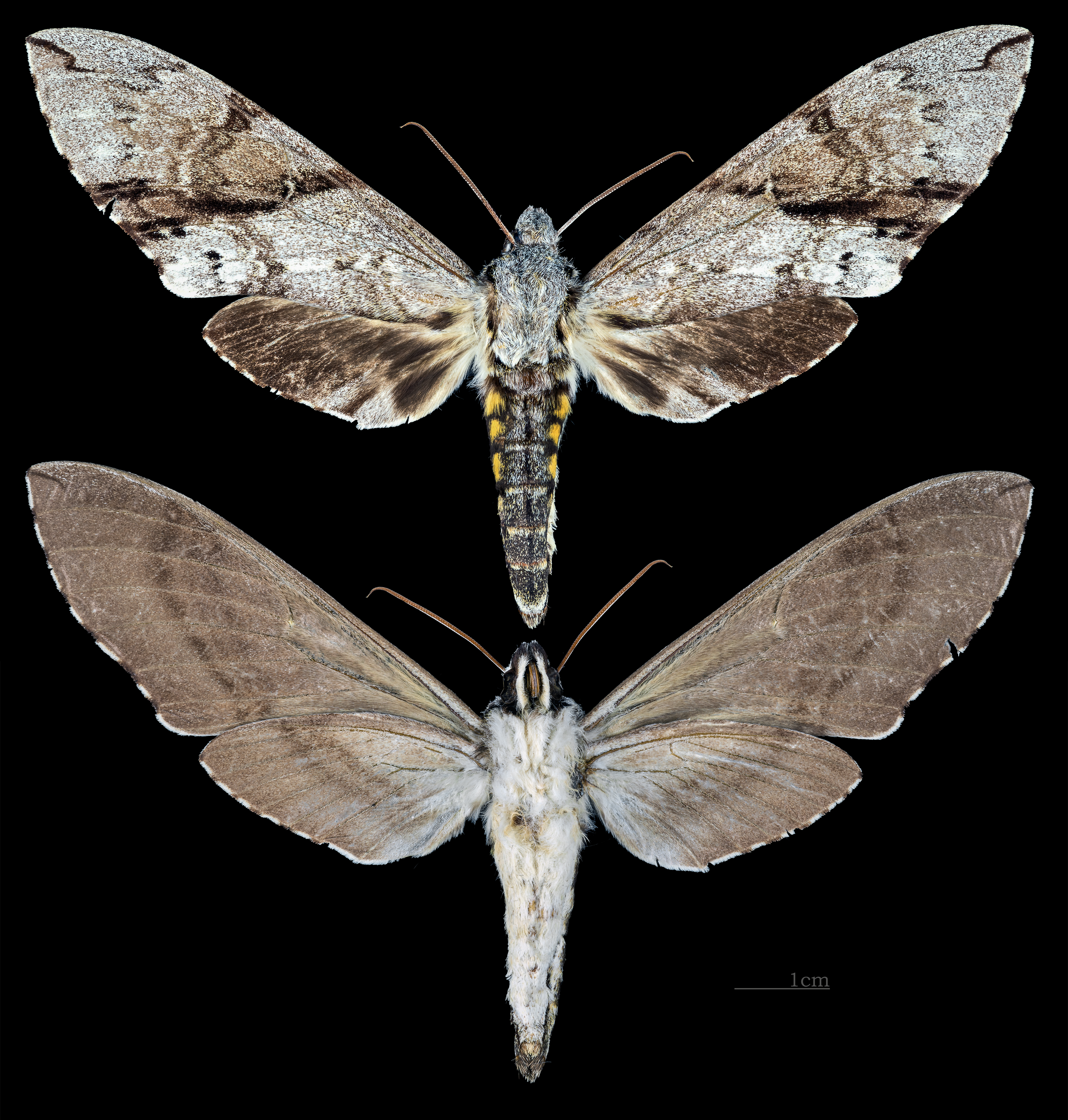
Manduca incisa
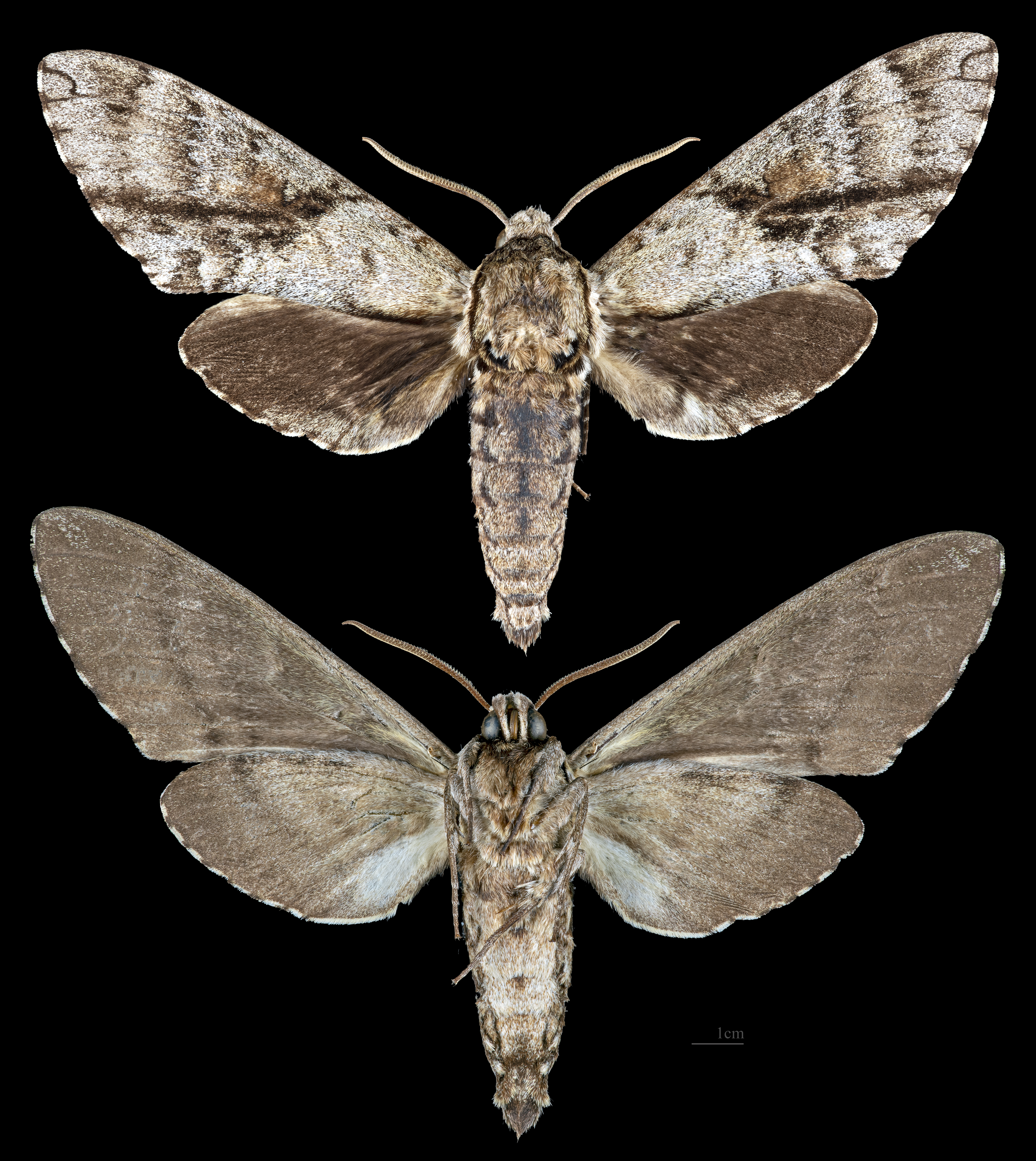
Manduca jasminearum
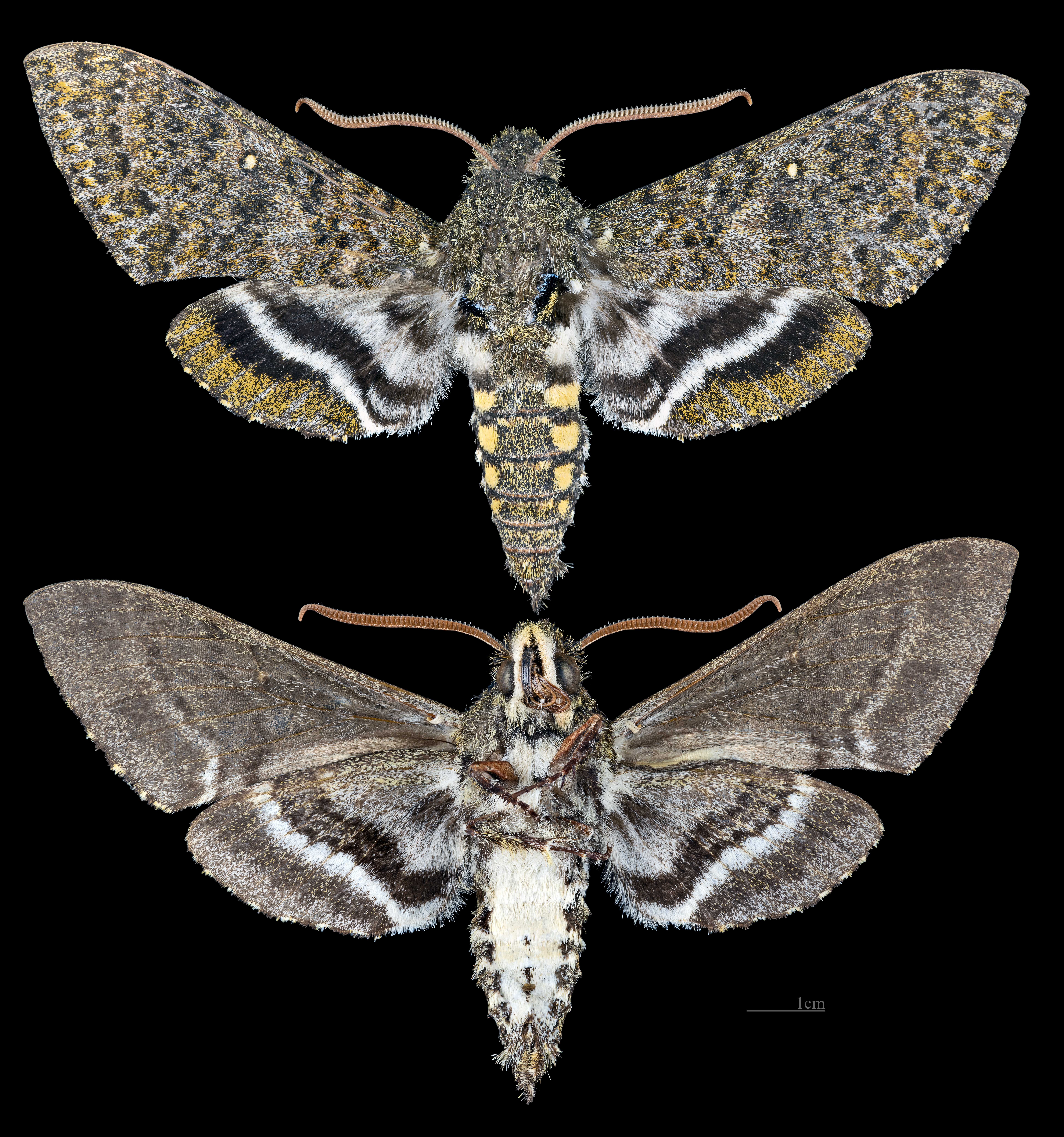
Manduca jordani
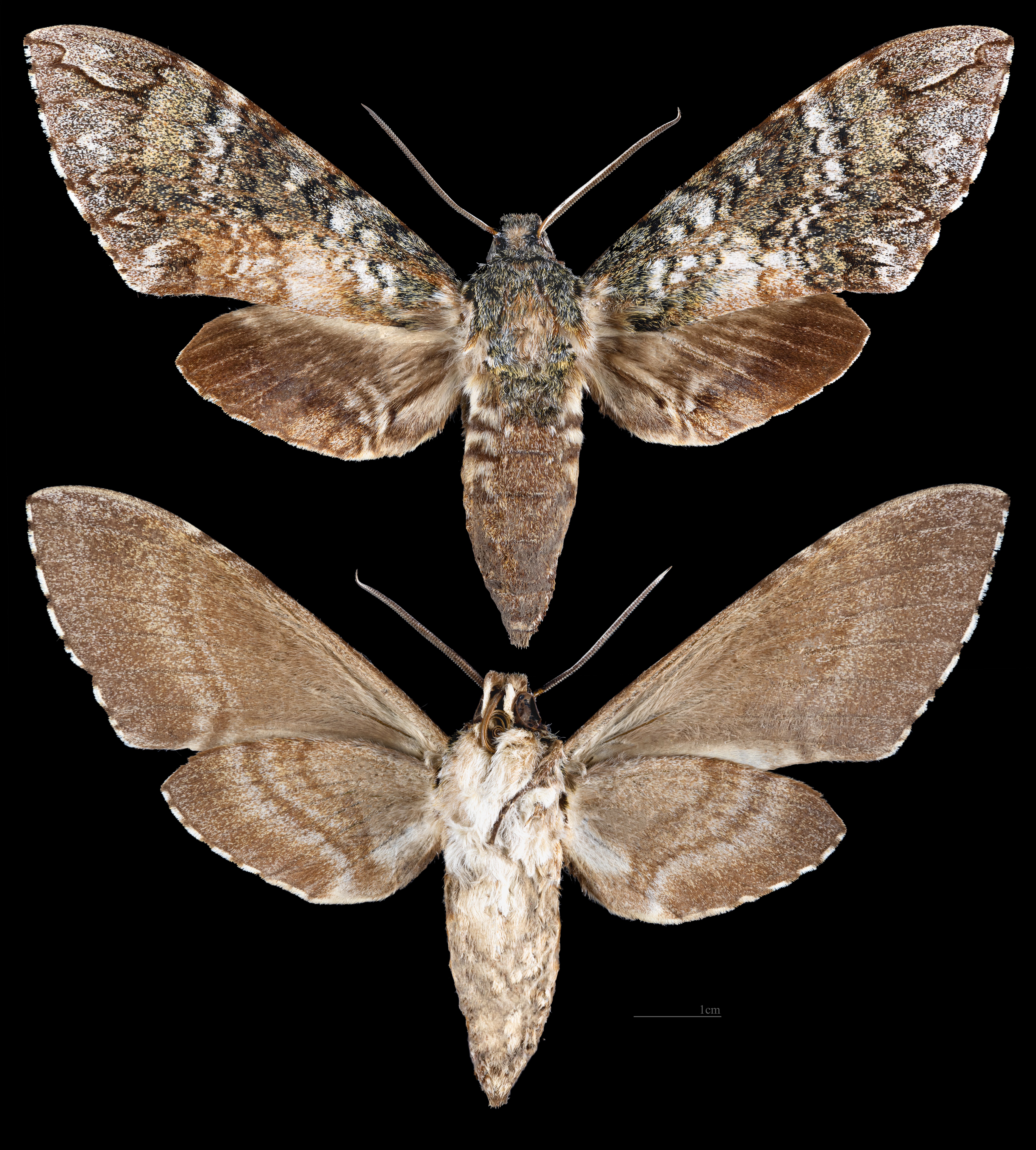
Manduca lanuginosa
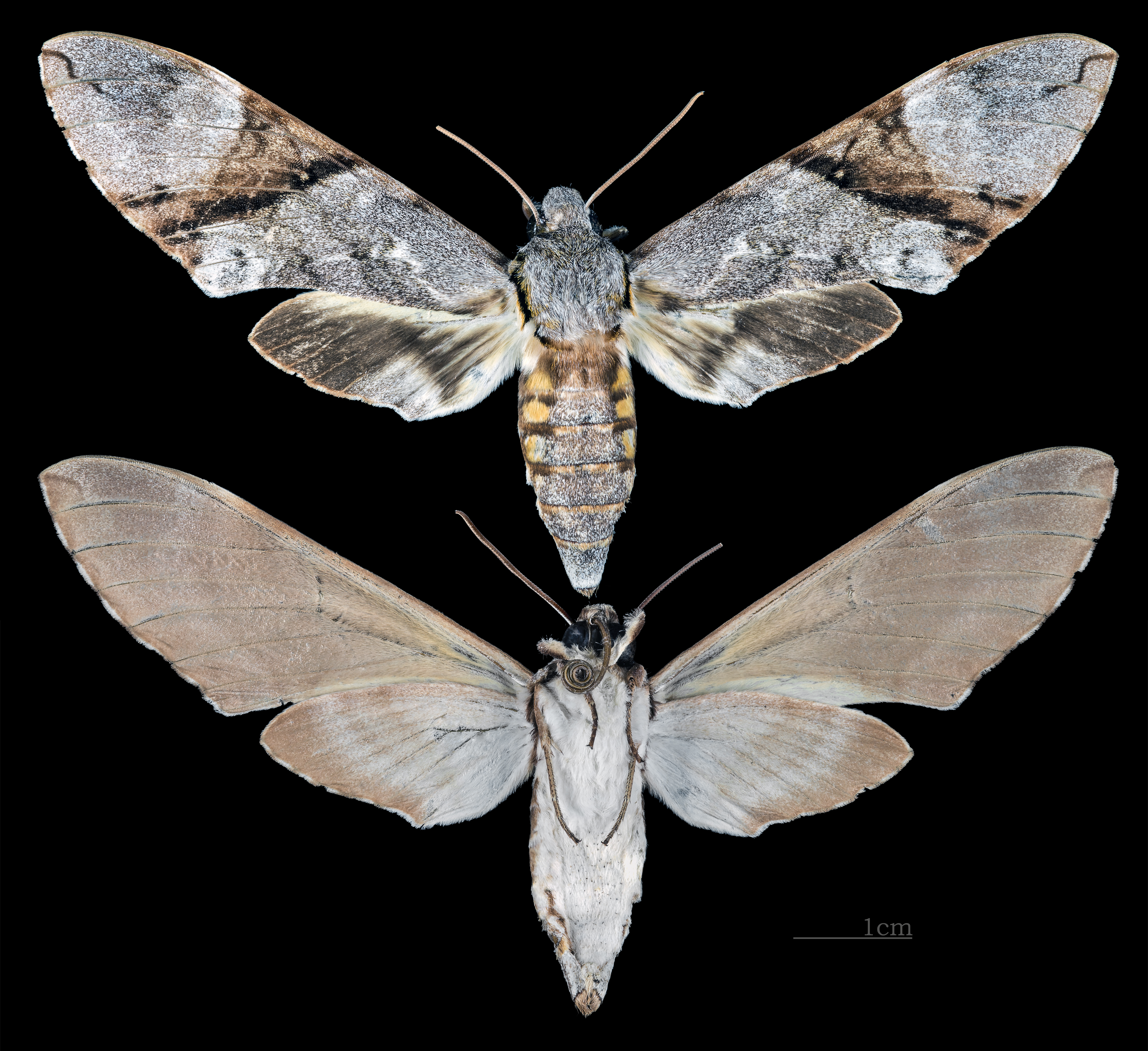
Manduca lefeburii
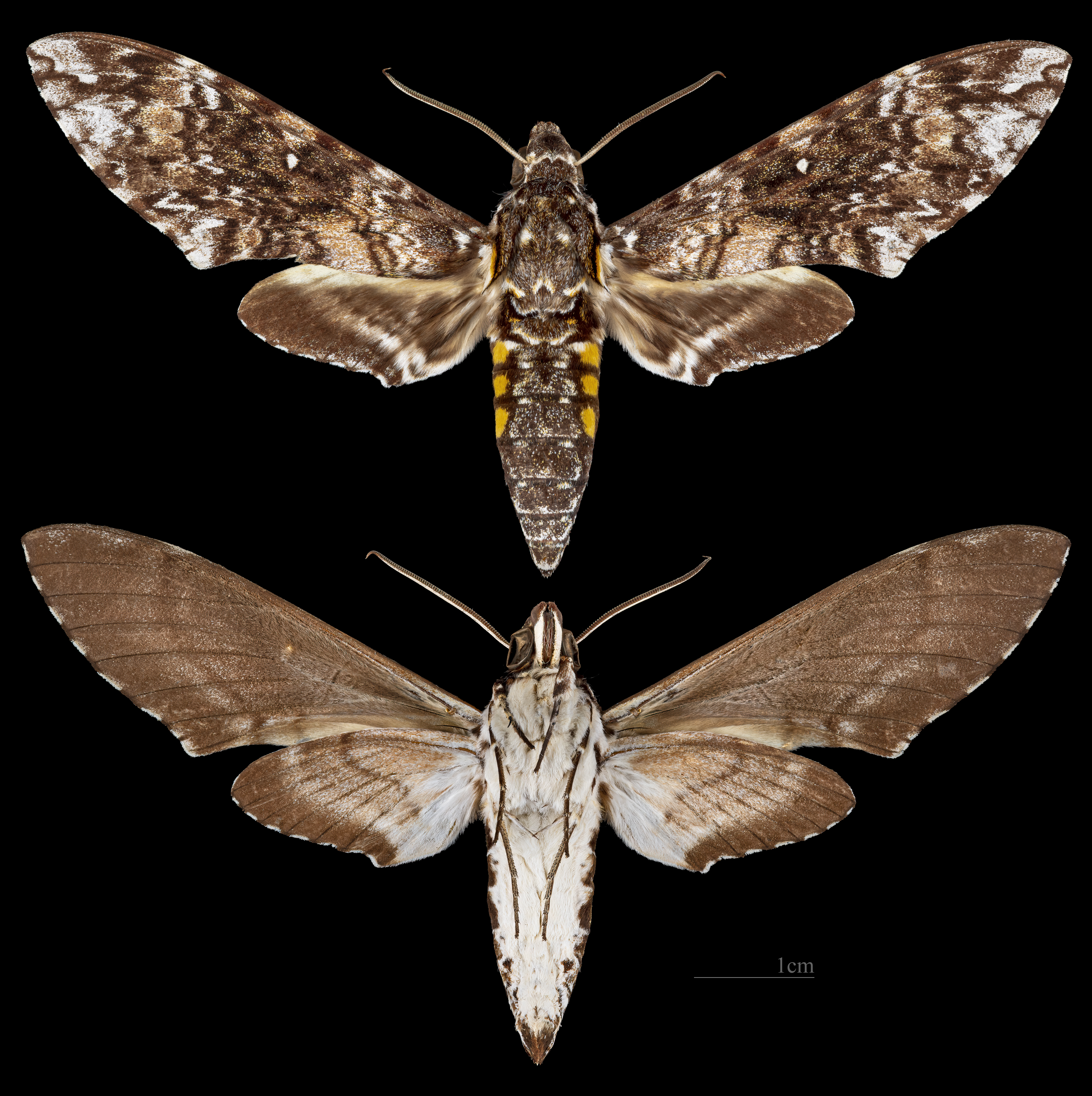
Manduca leucospila
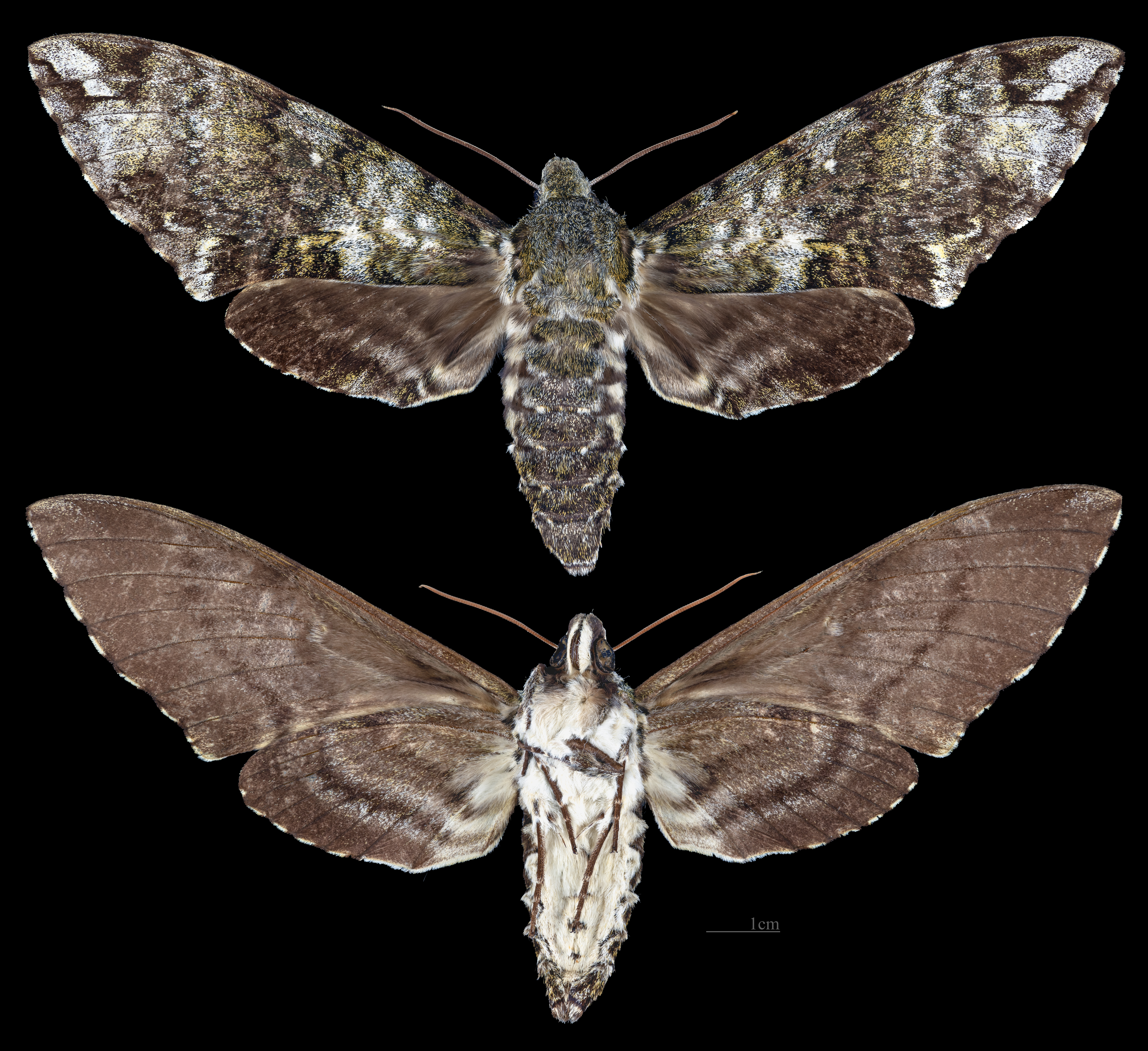
Manduca lichenea
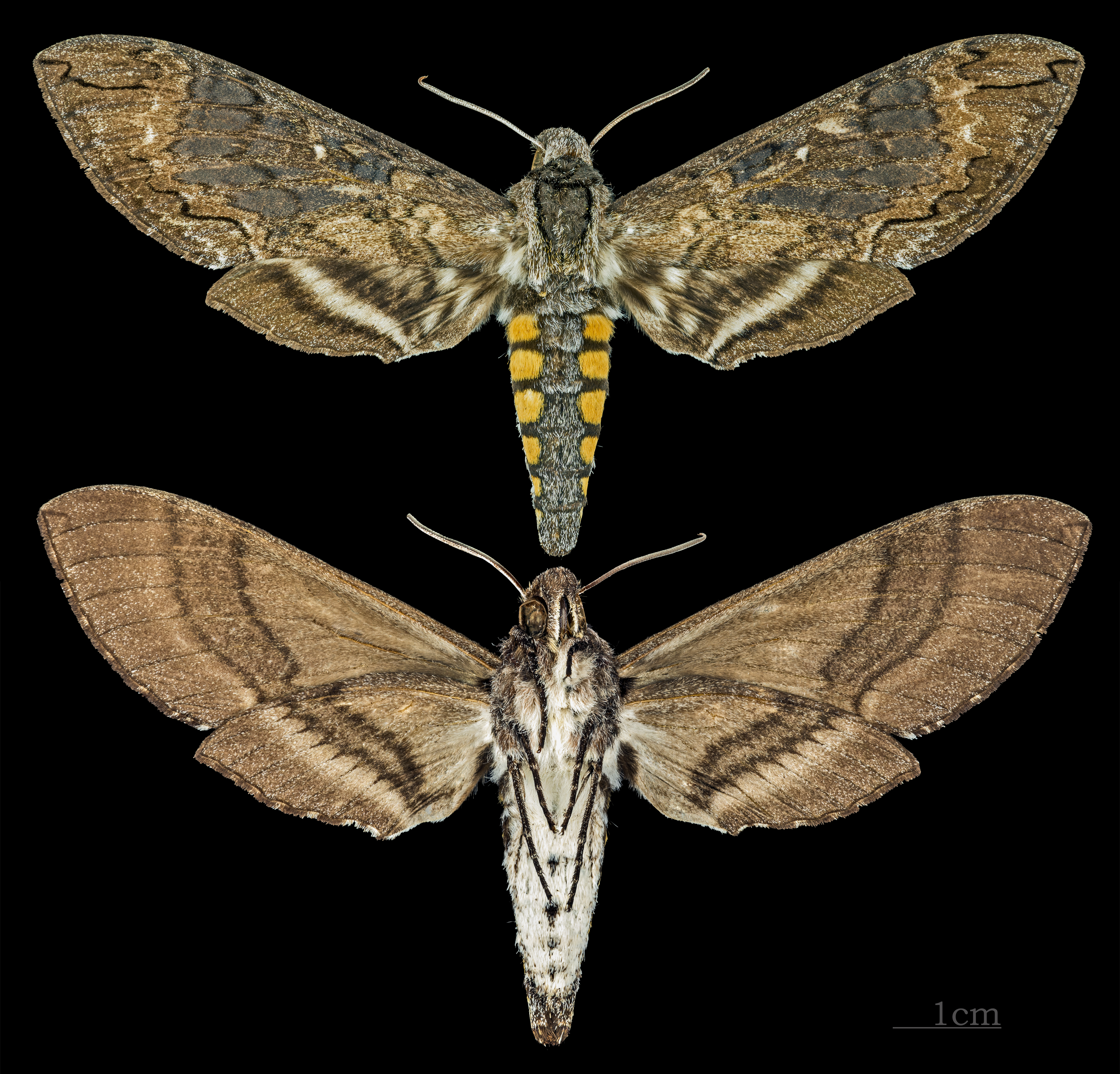
Manduca lucetius
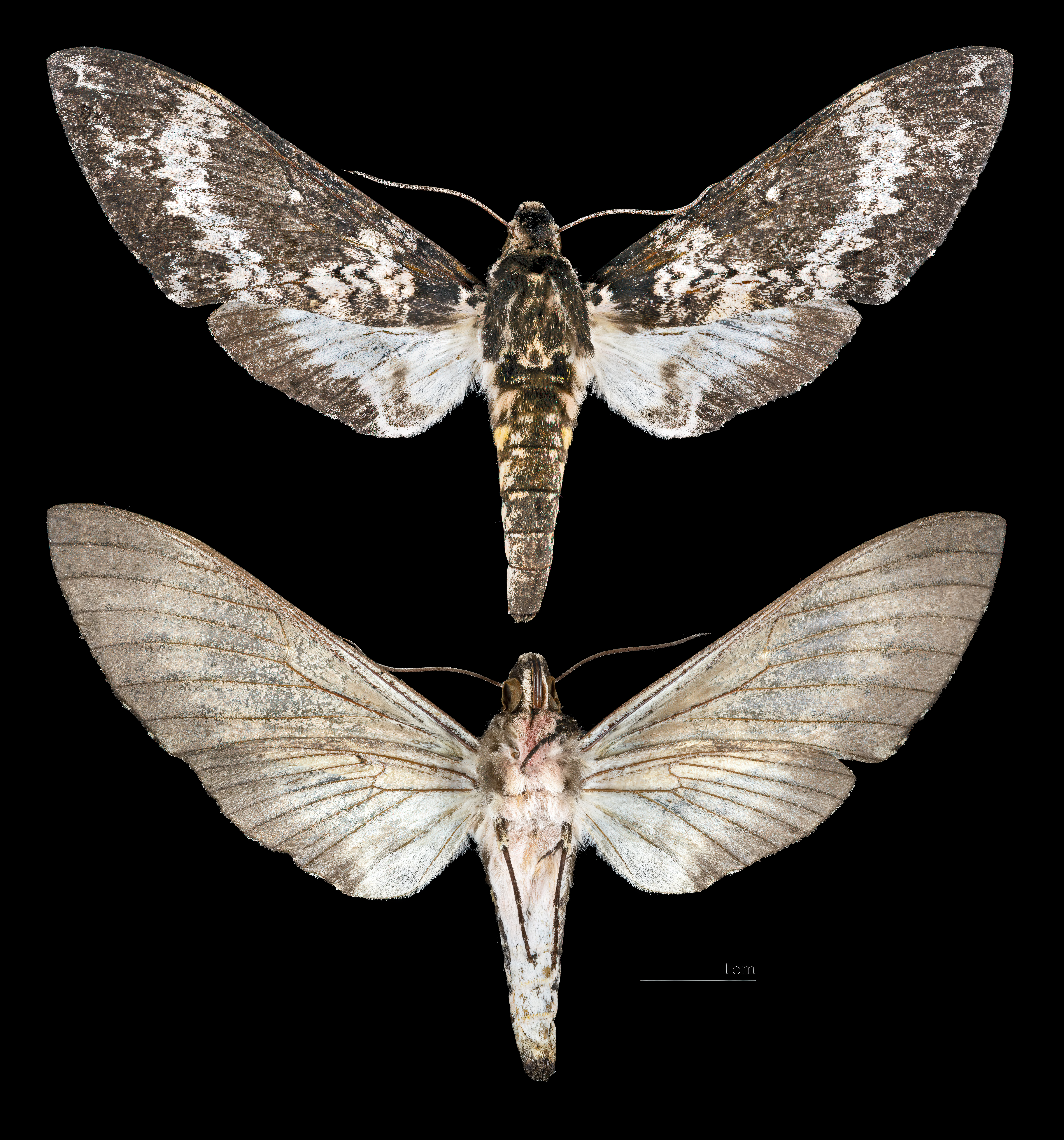
Manduca manducoides
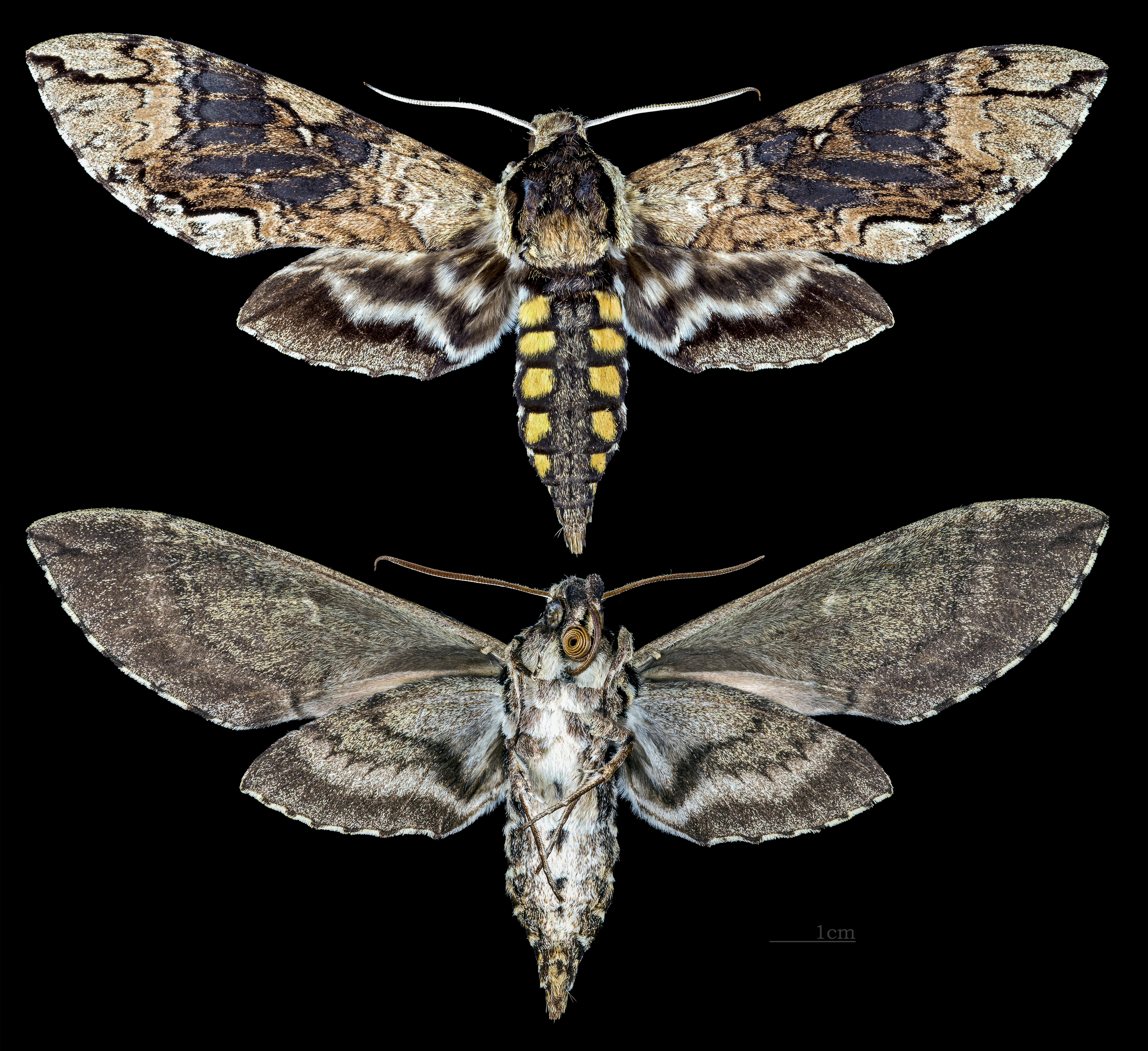
Manduca morelia
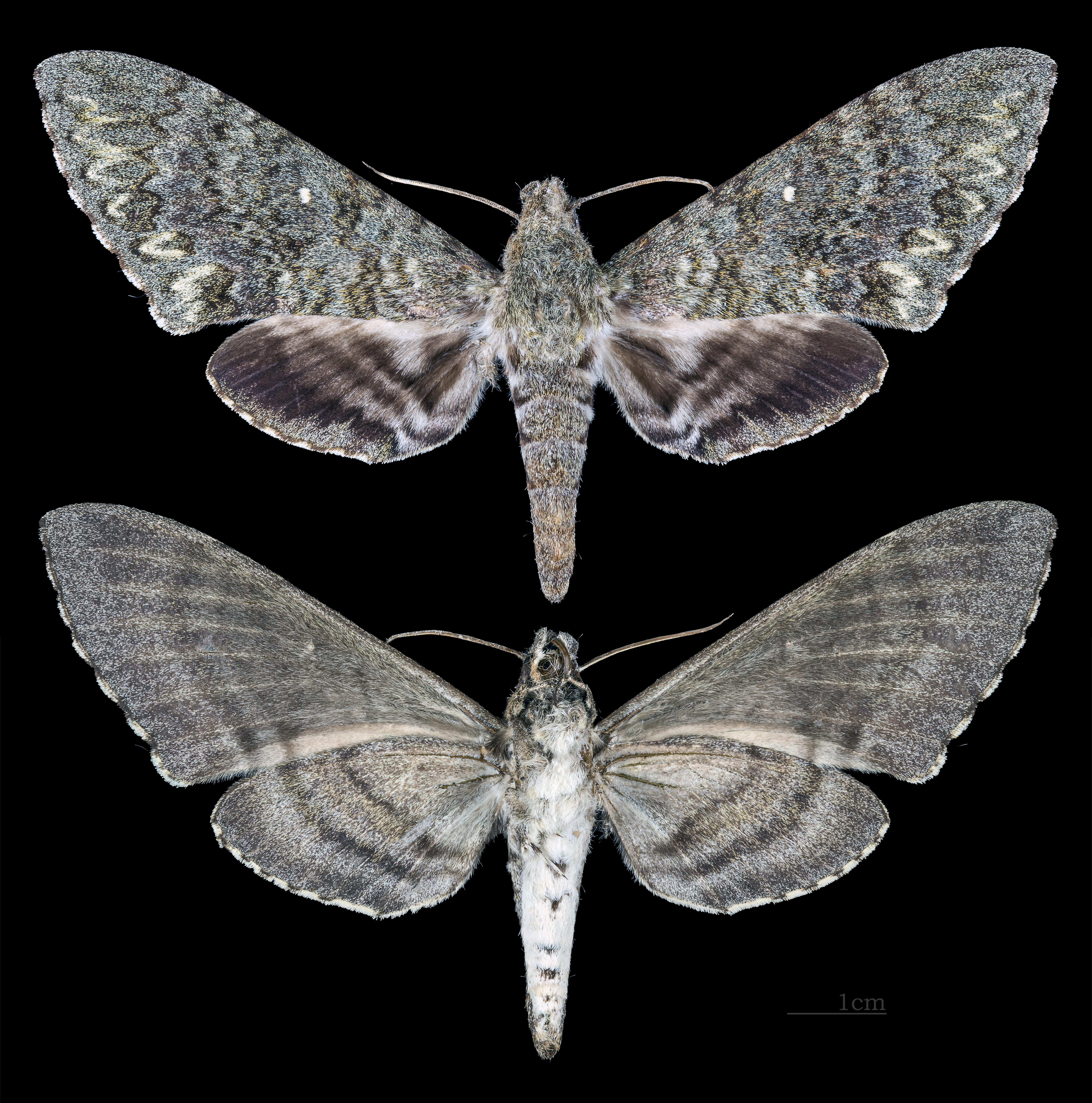
Manduca muscosa
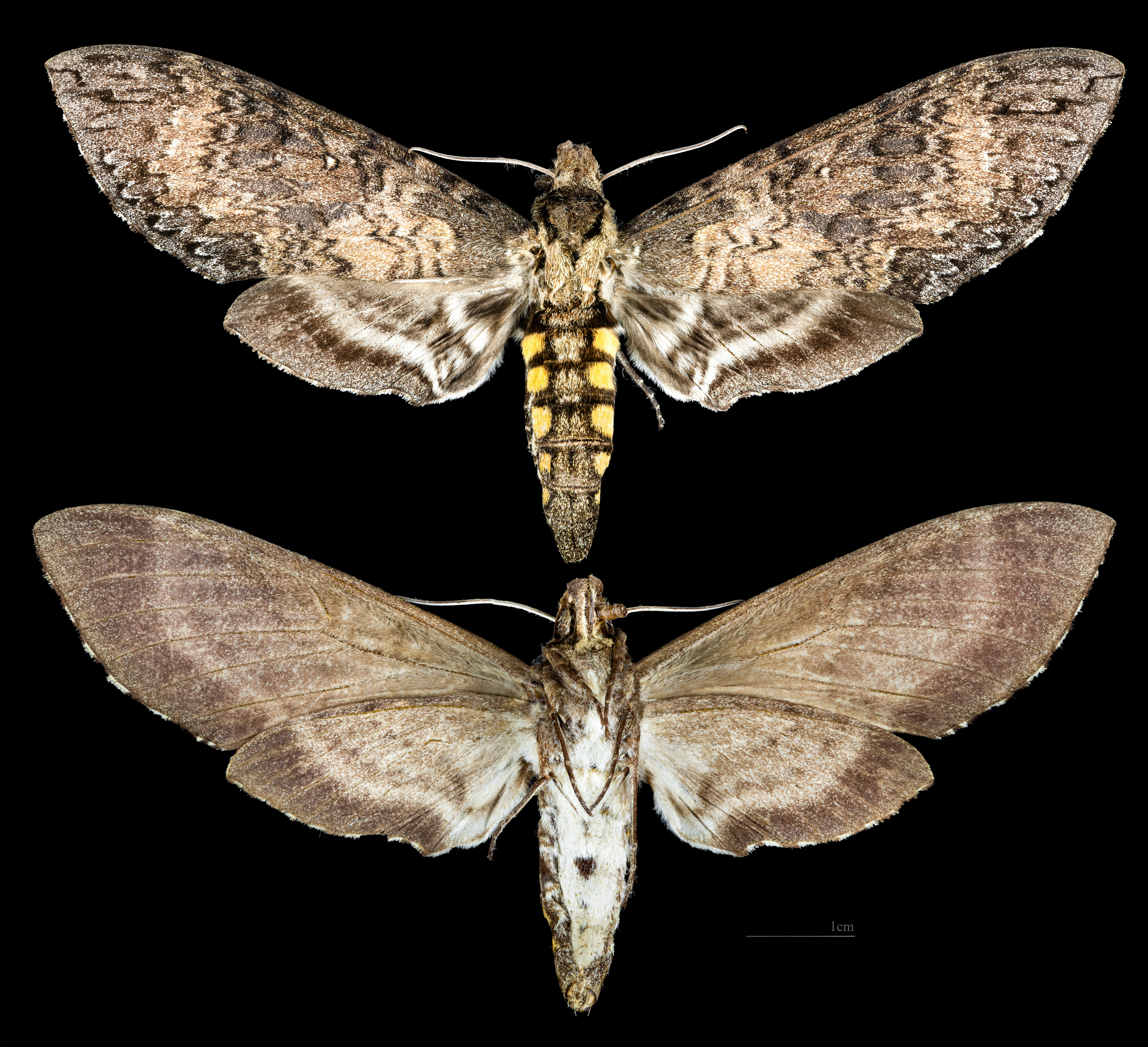
Manduca occulta
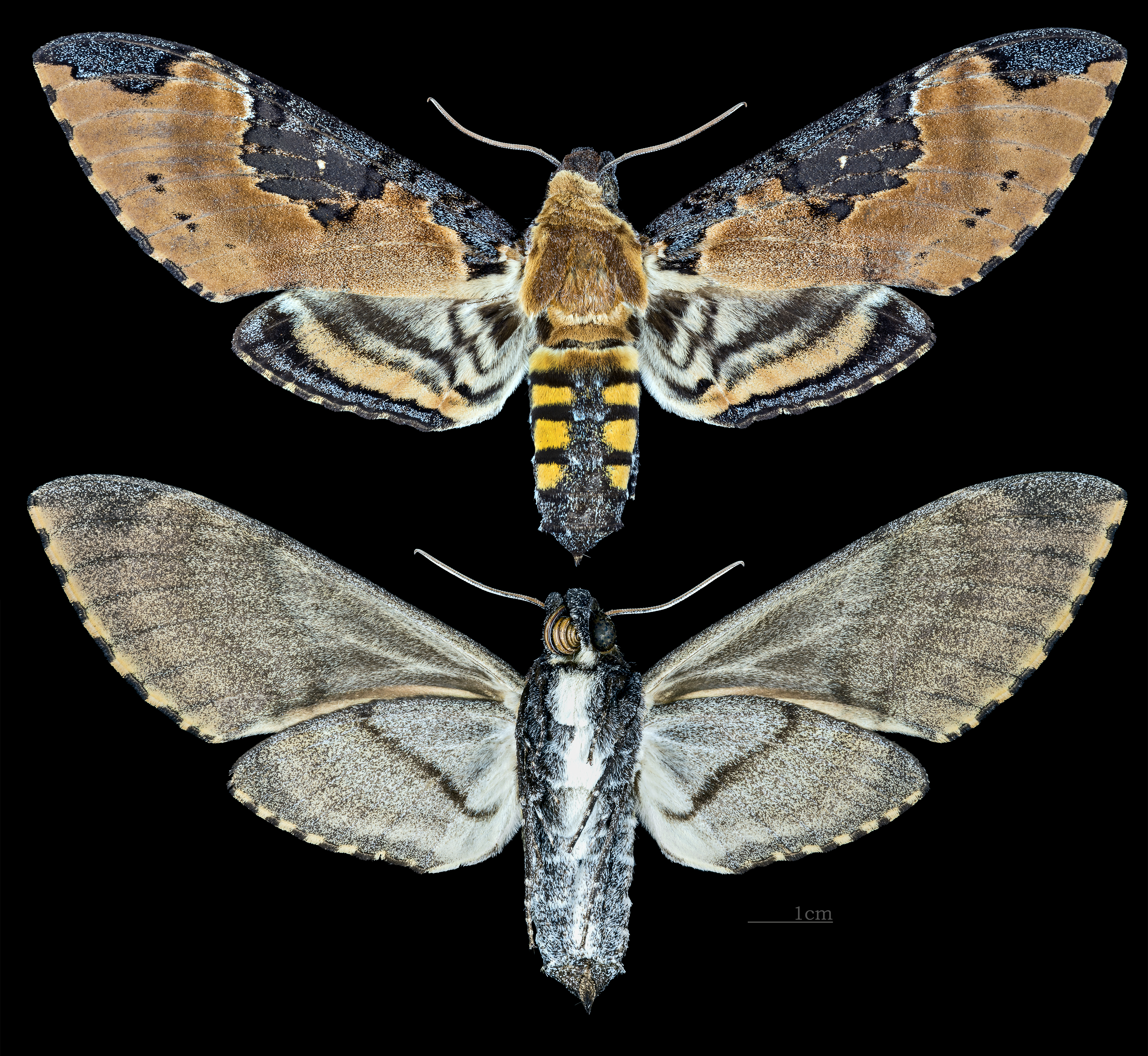
Manduca ochus
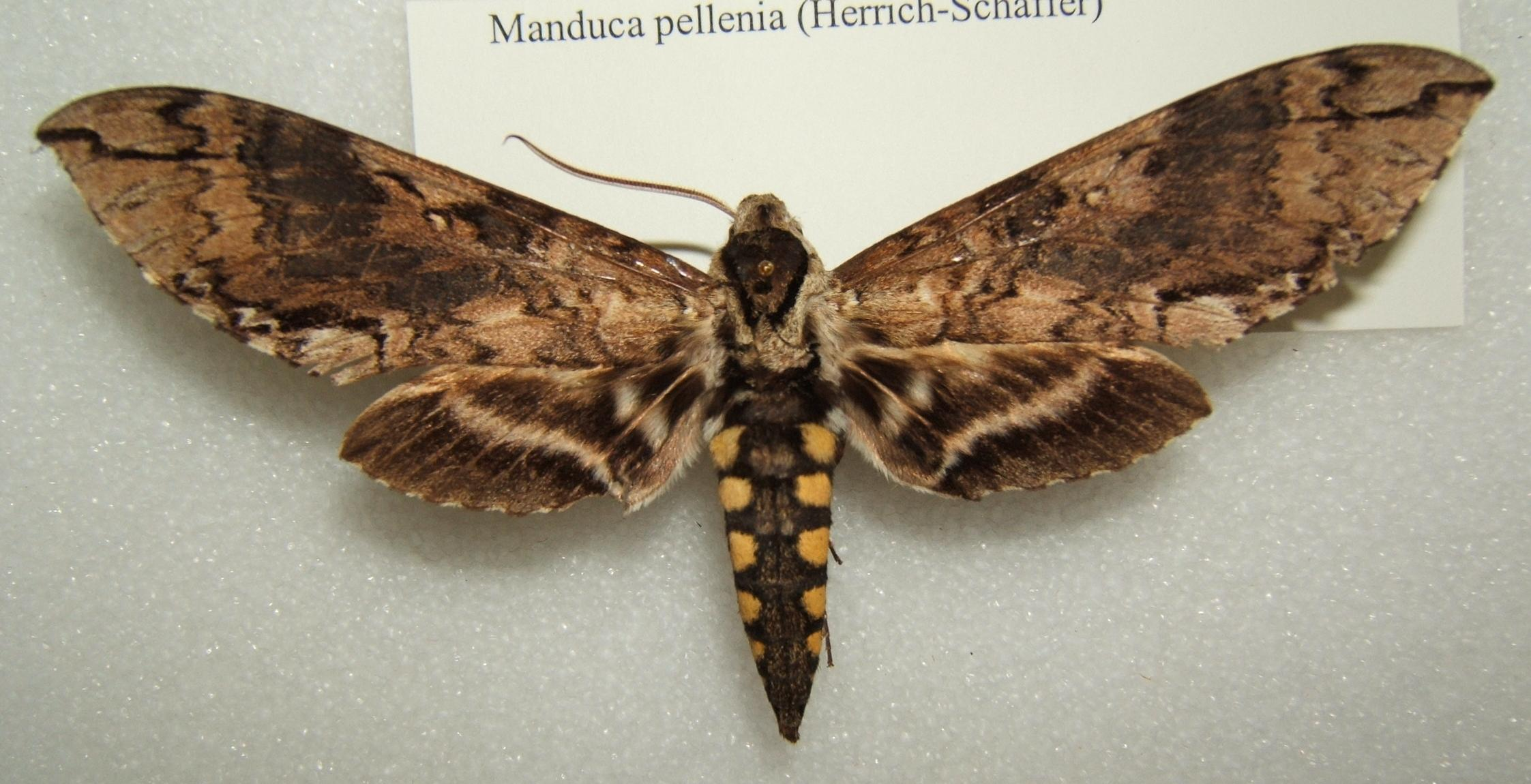
Manduca pellenia
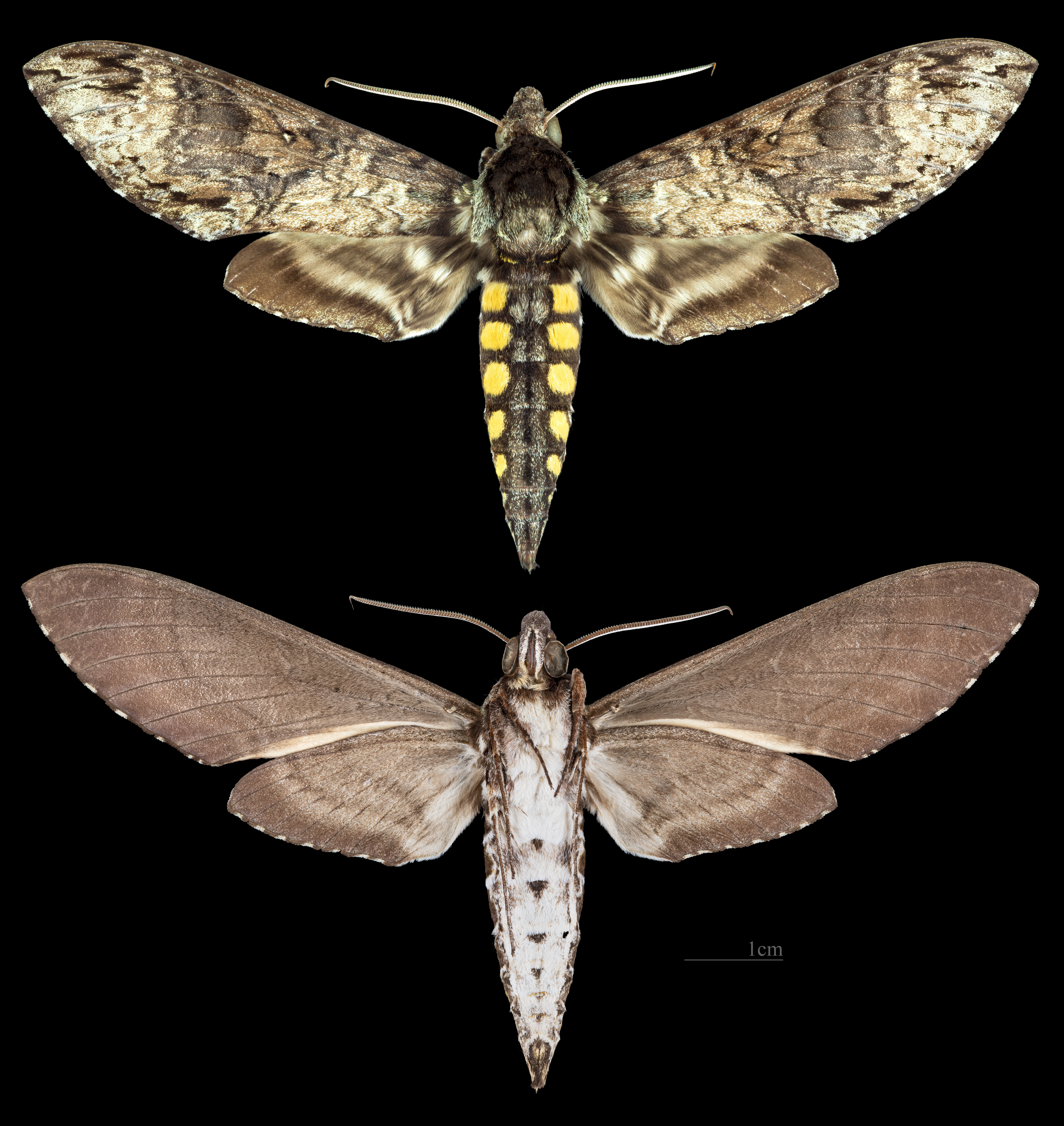
Manduca perplexa
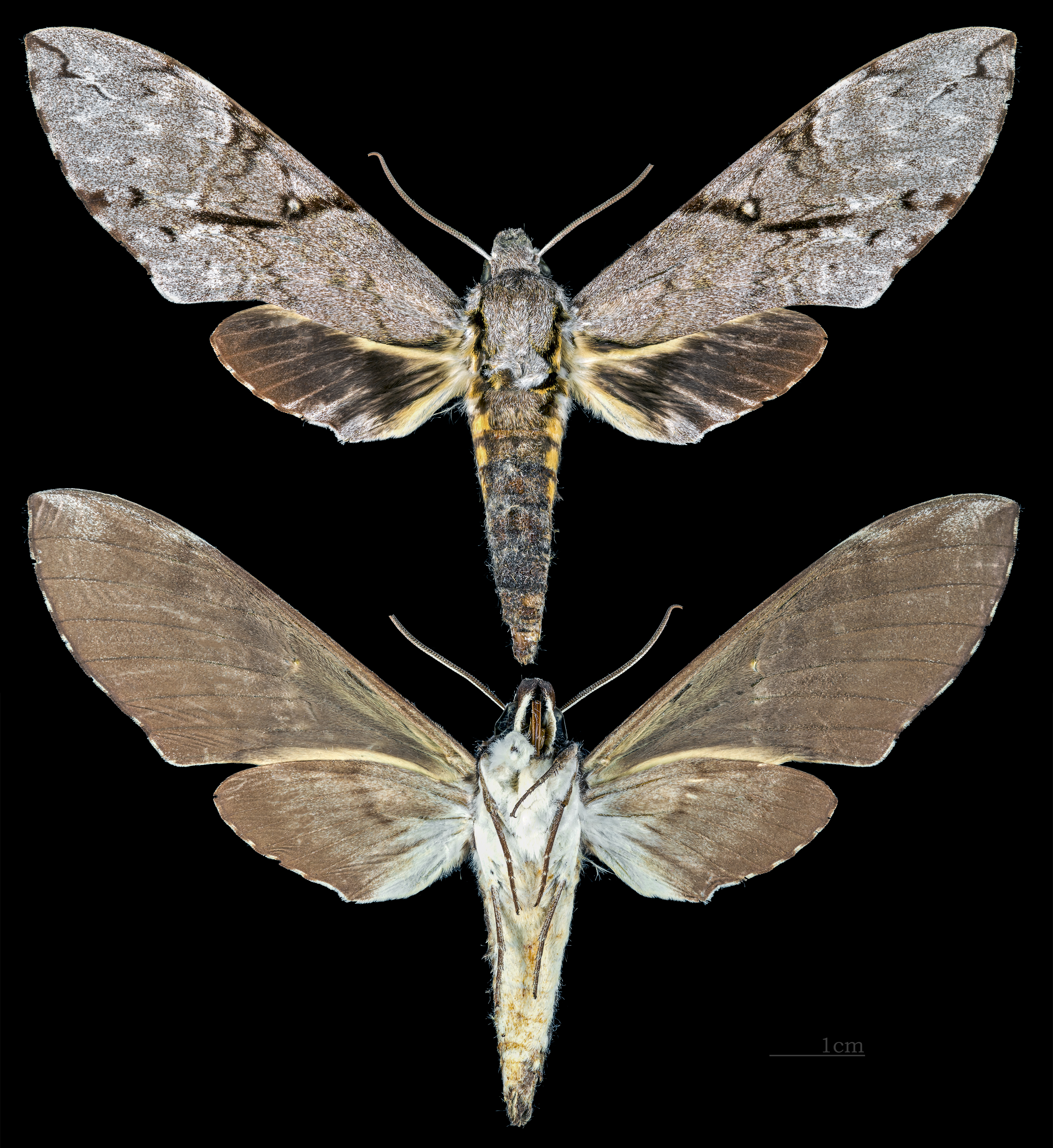
Manduca prestoni
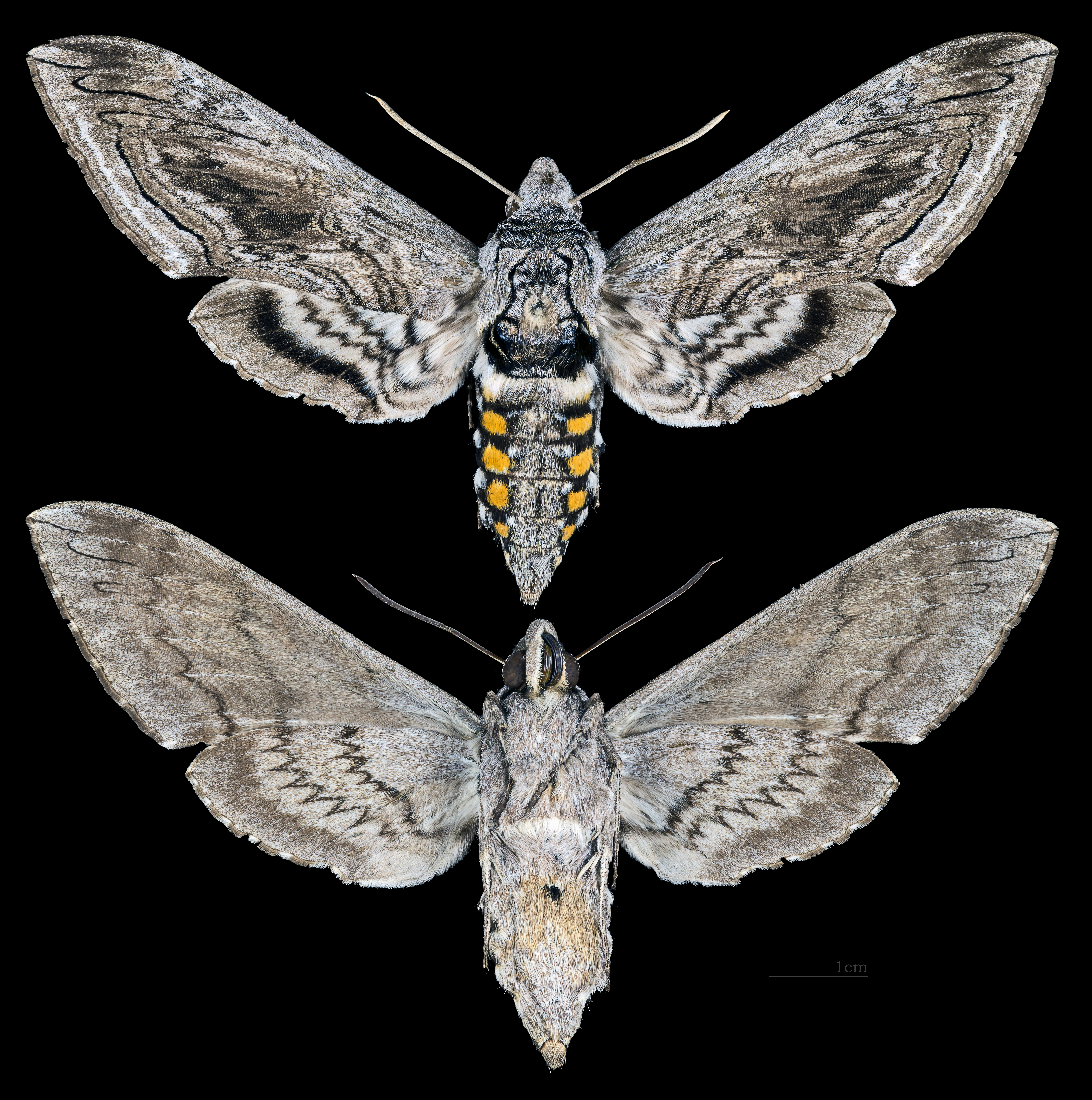
Manduca quinquemaculata
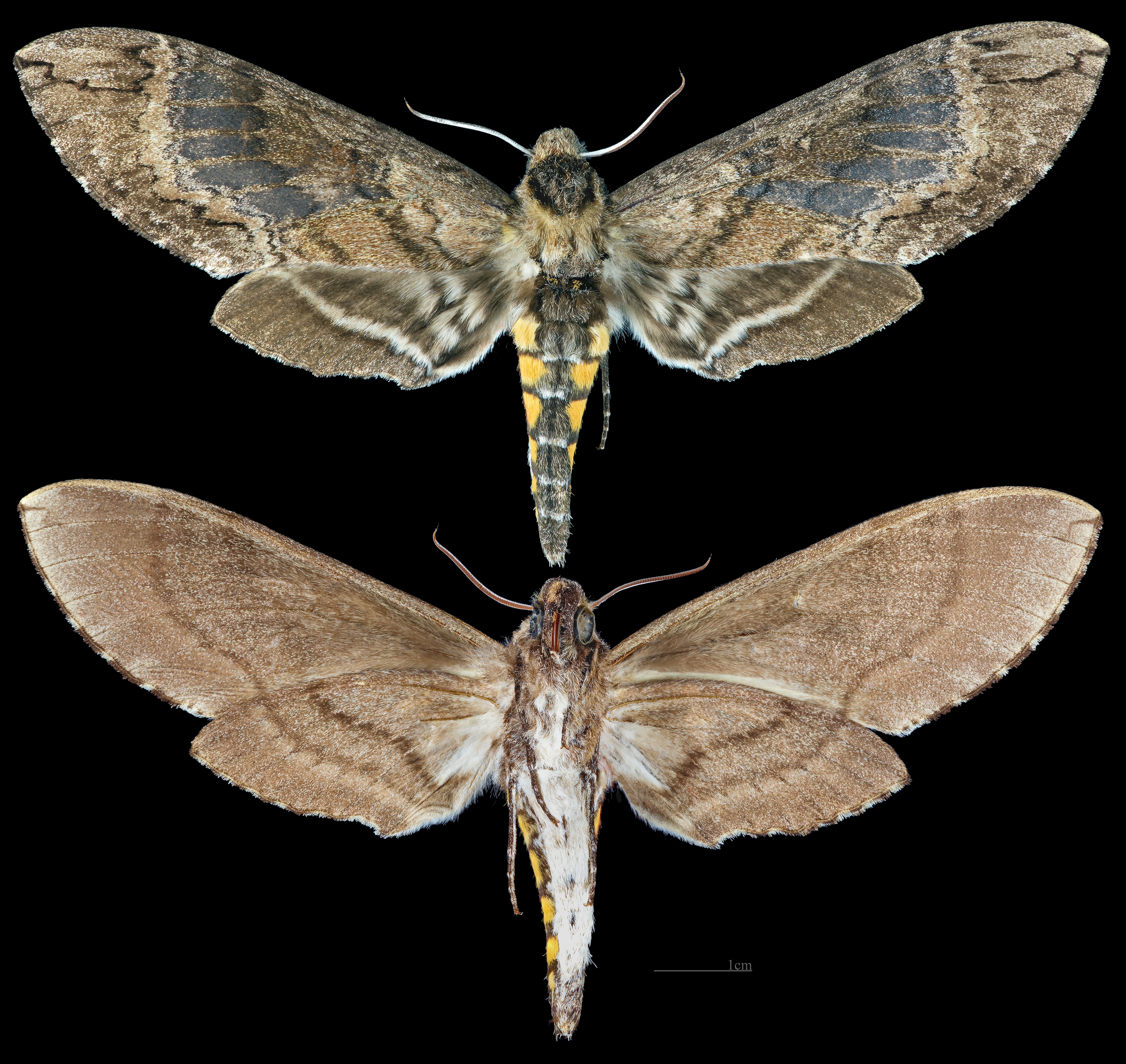
Manduca reducta
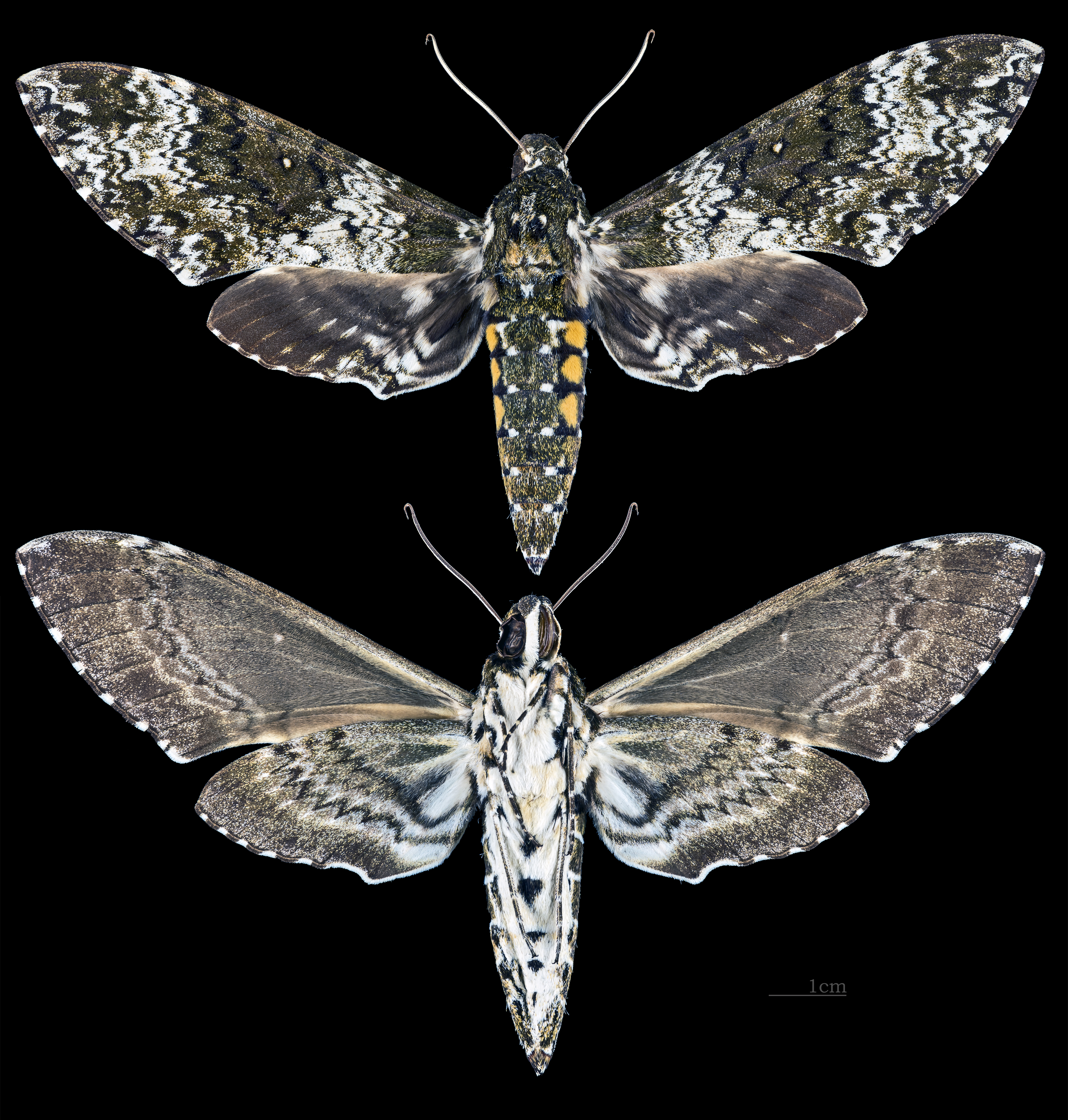
Manduca rustica
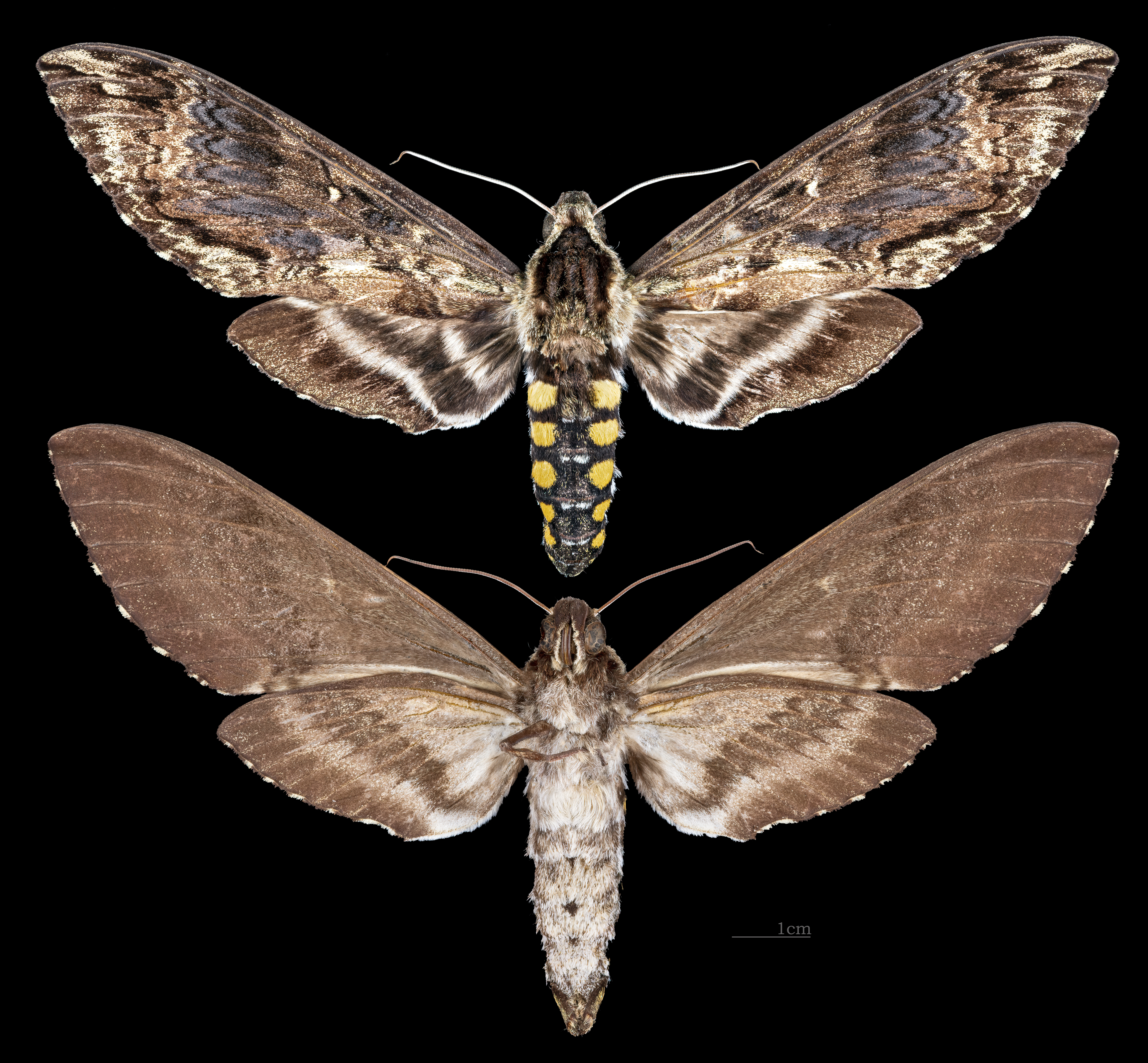
Manduca scutata
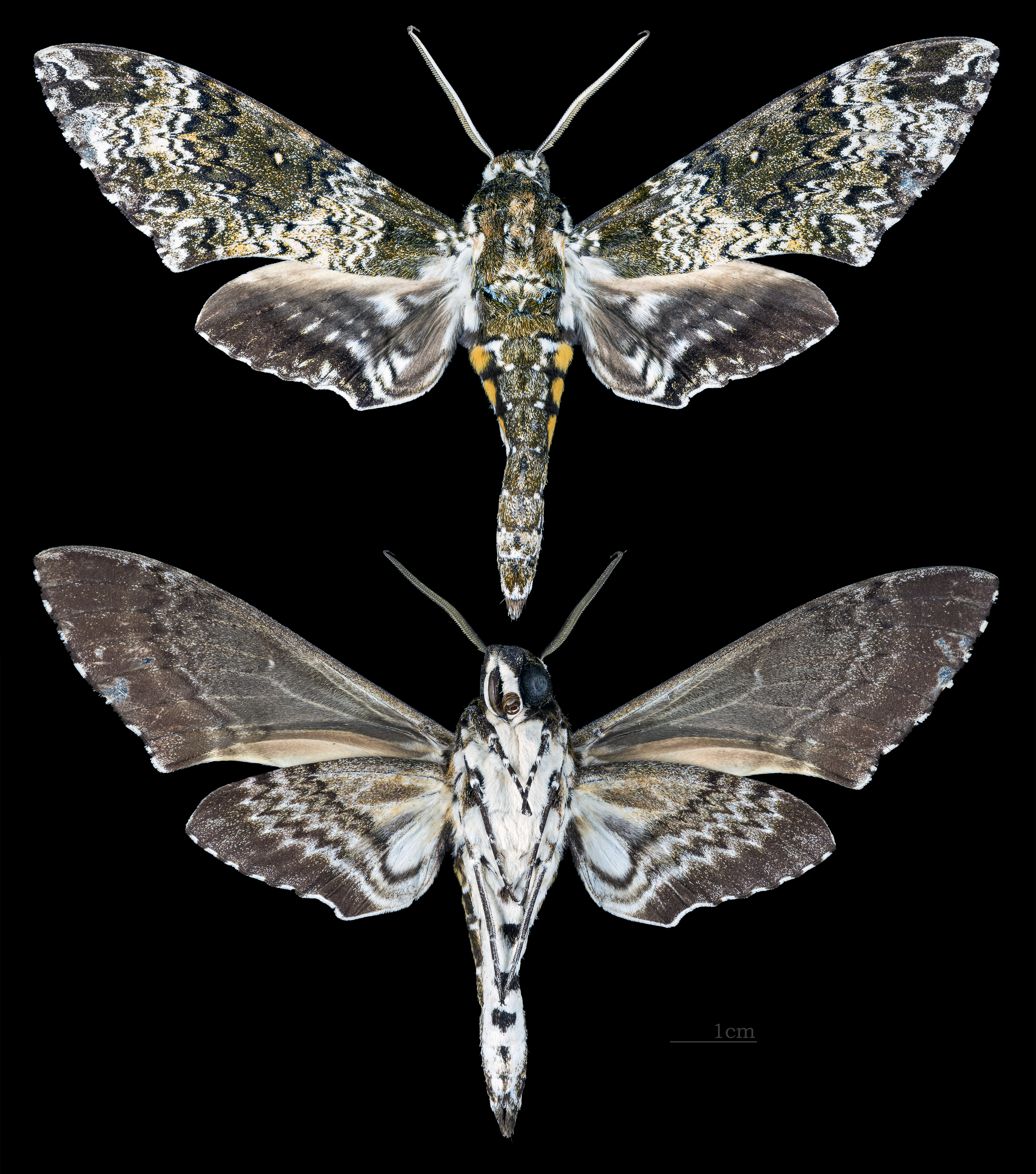
Manduca sesquiplex
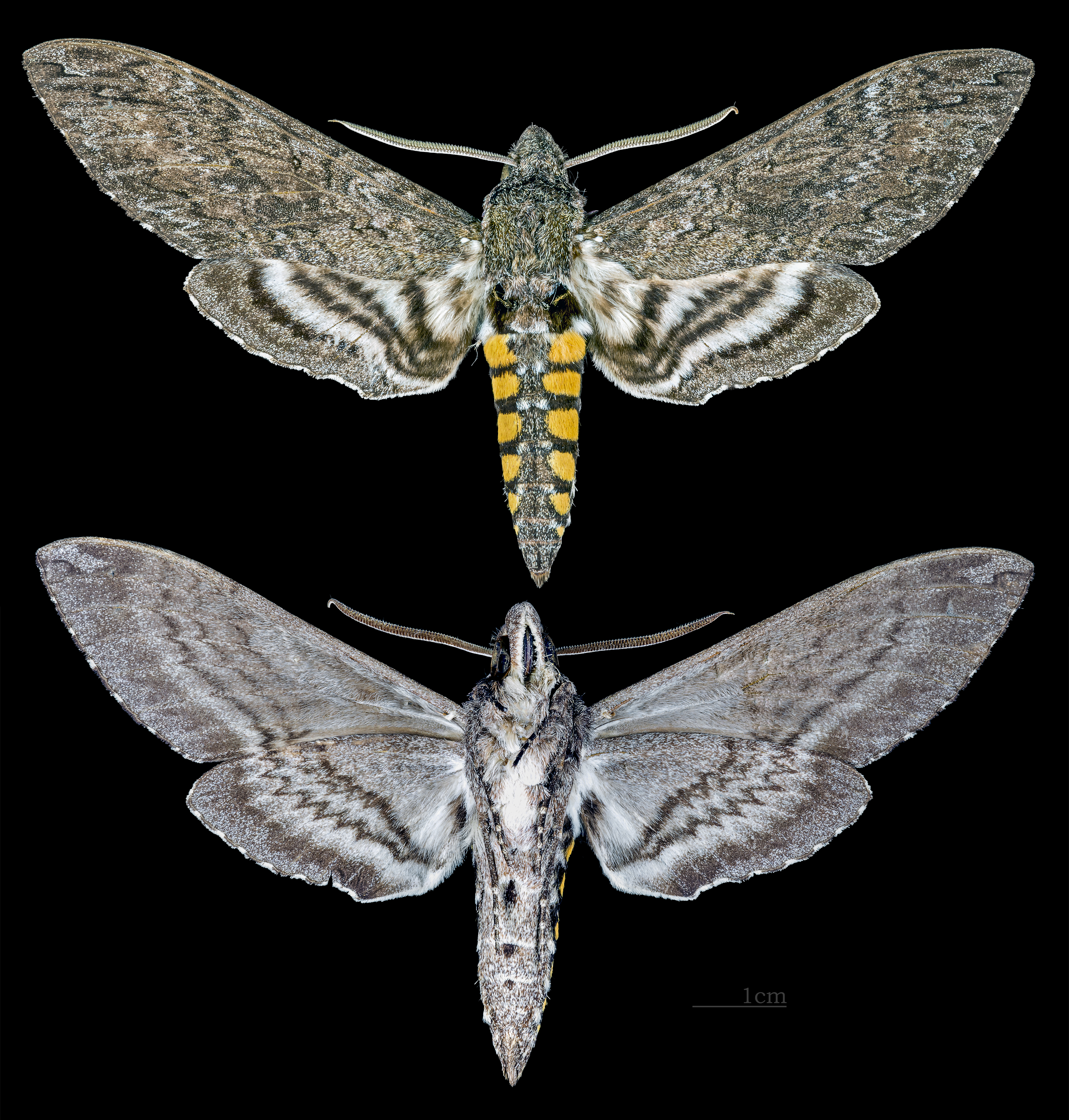
Manduca sexta
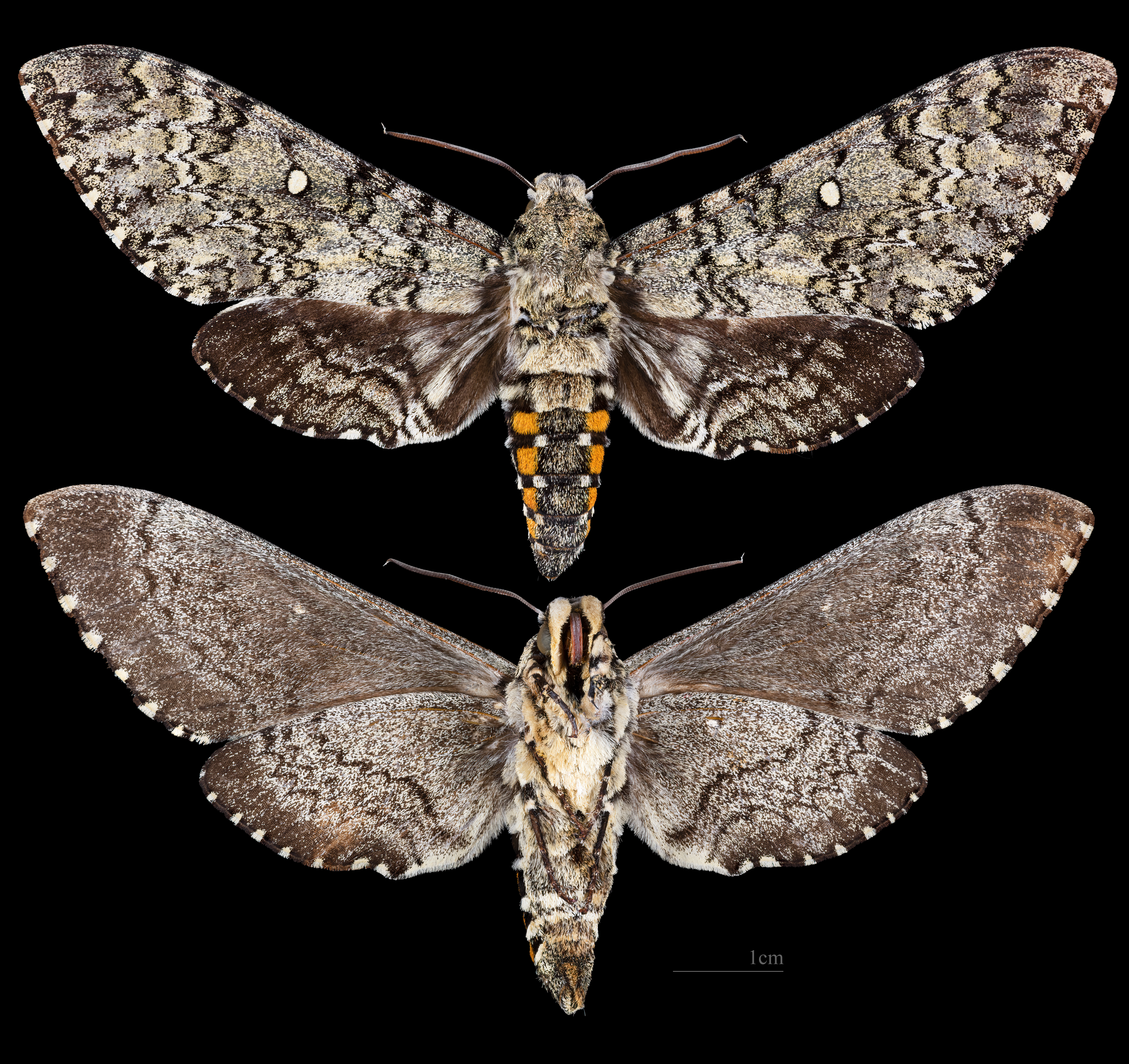
Manduca stuarti
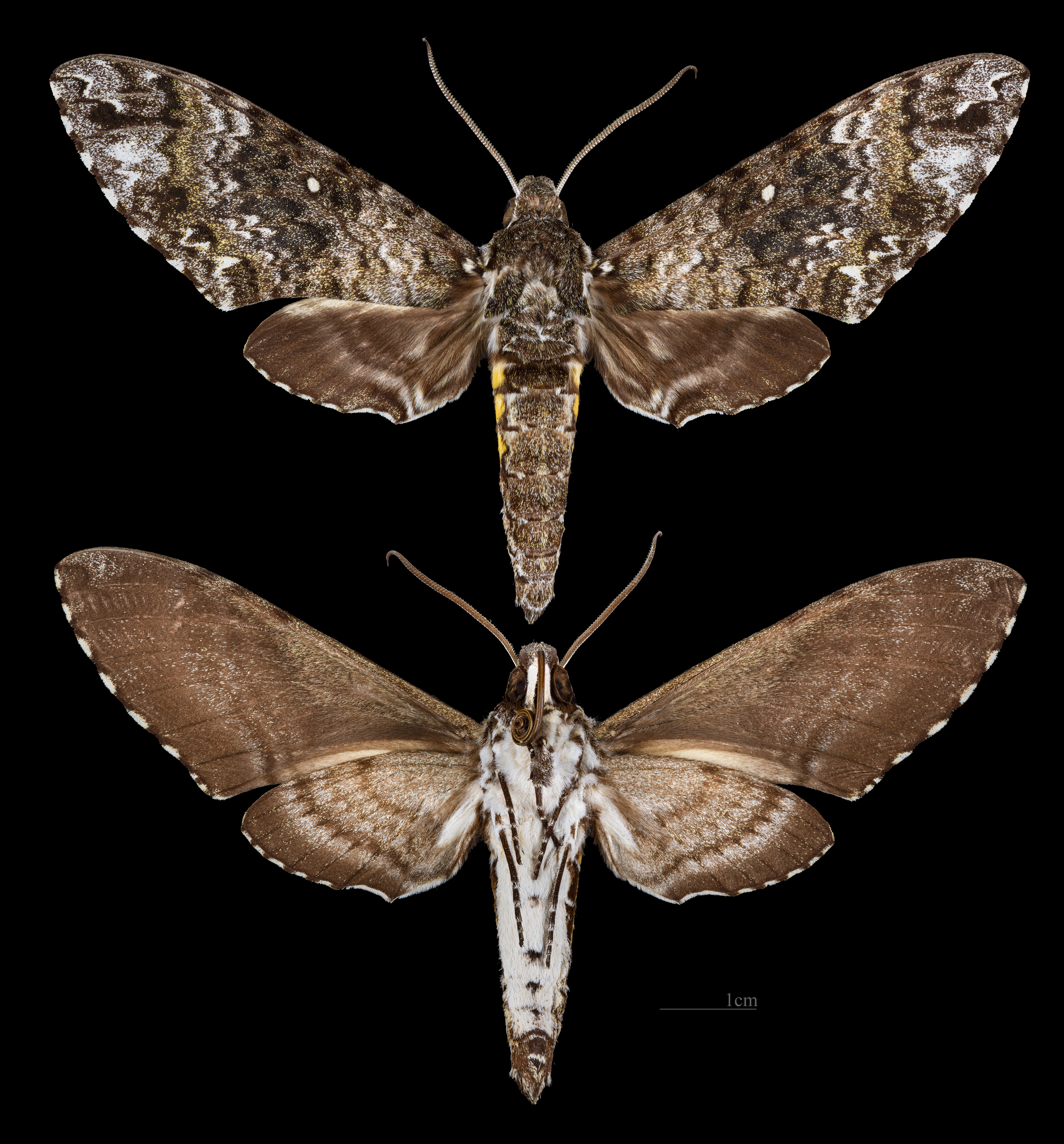
Manduca trimacula
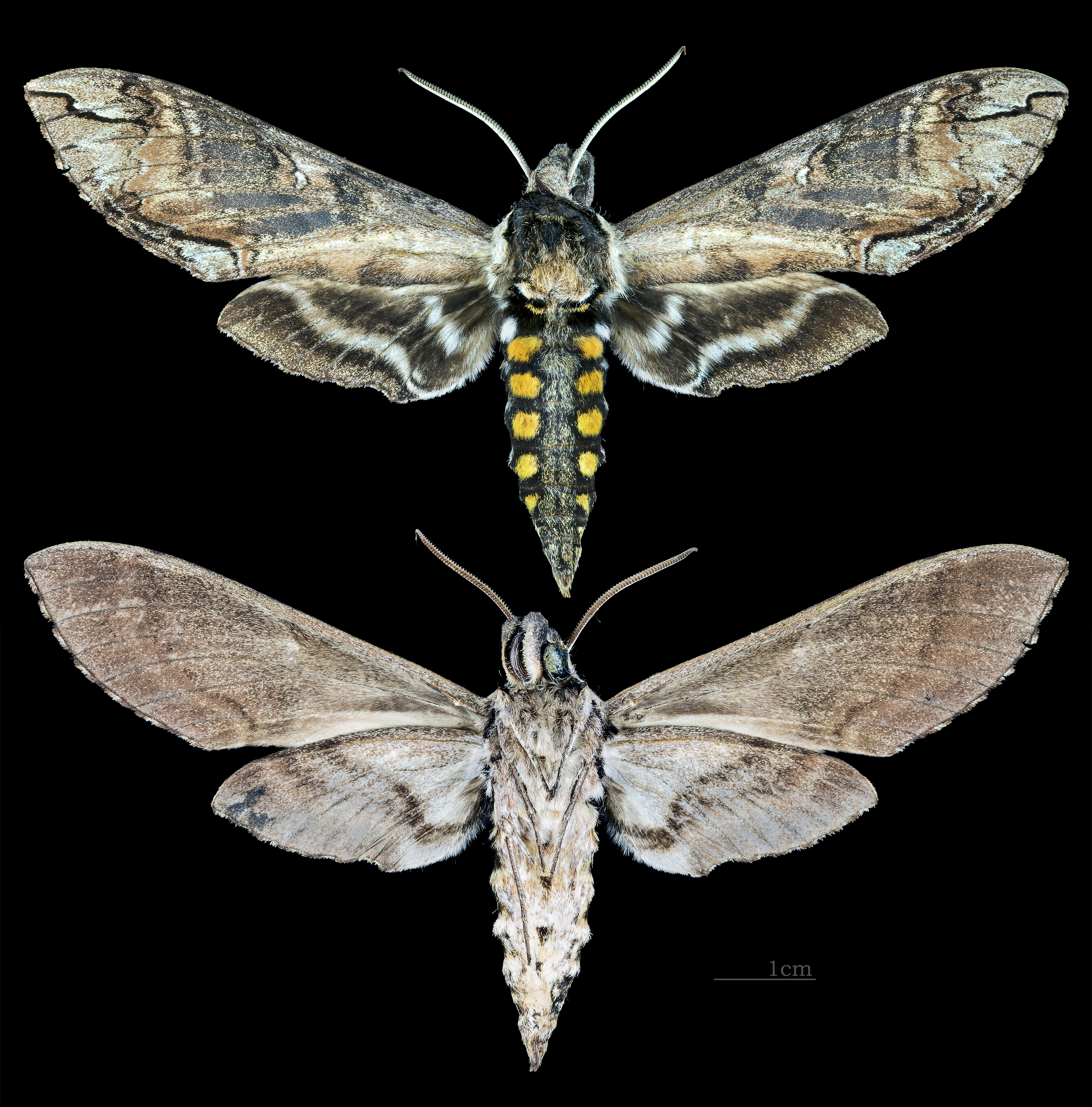
Manduca tucumana
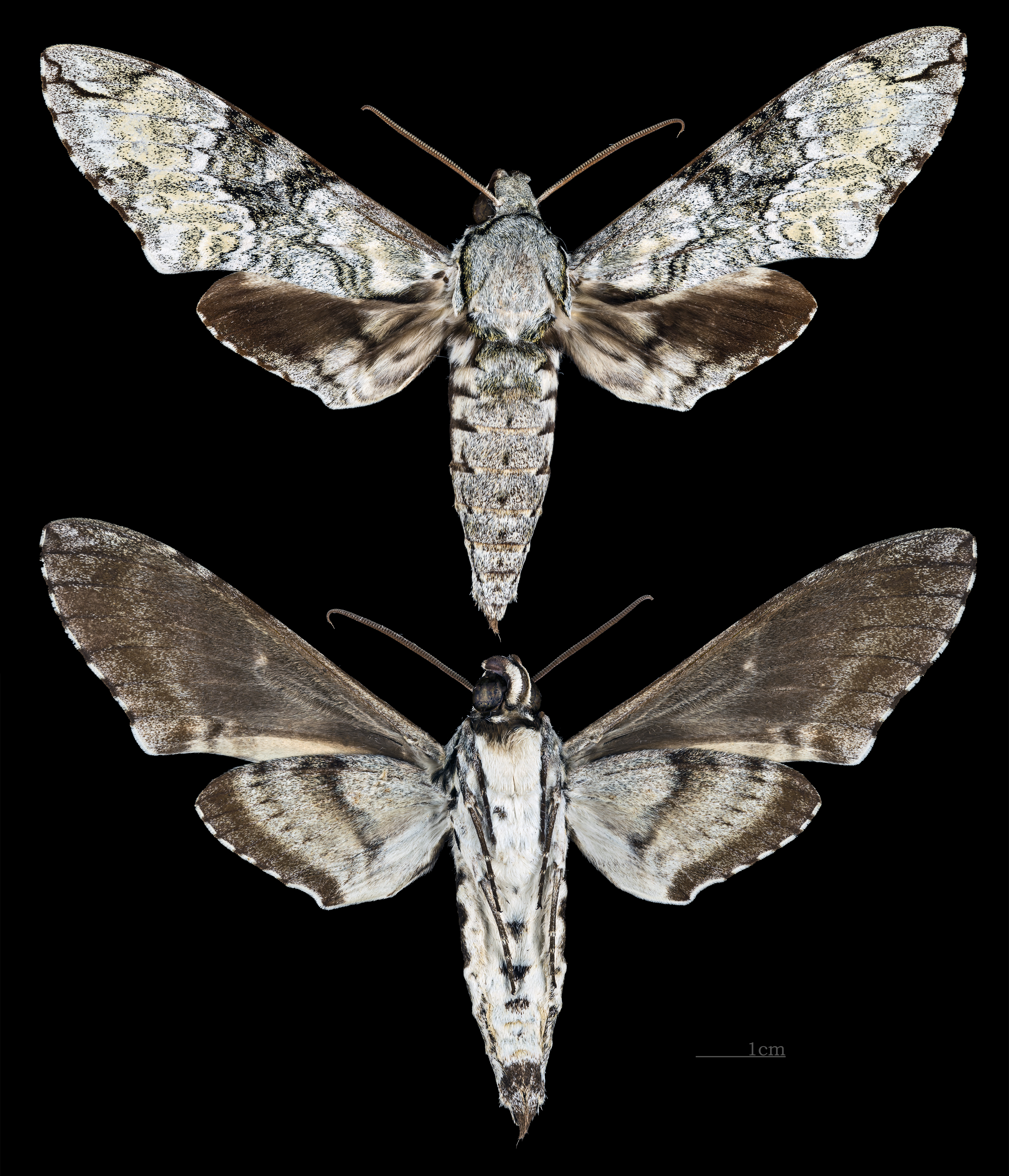
Manduca vestalis
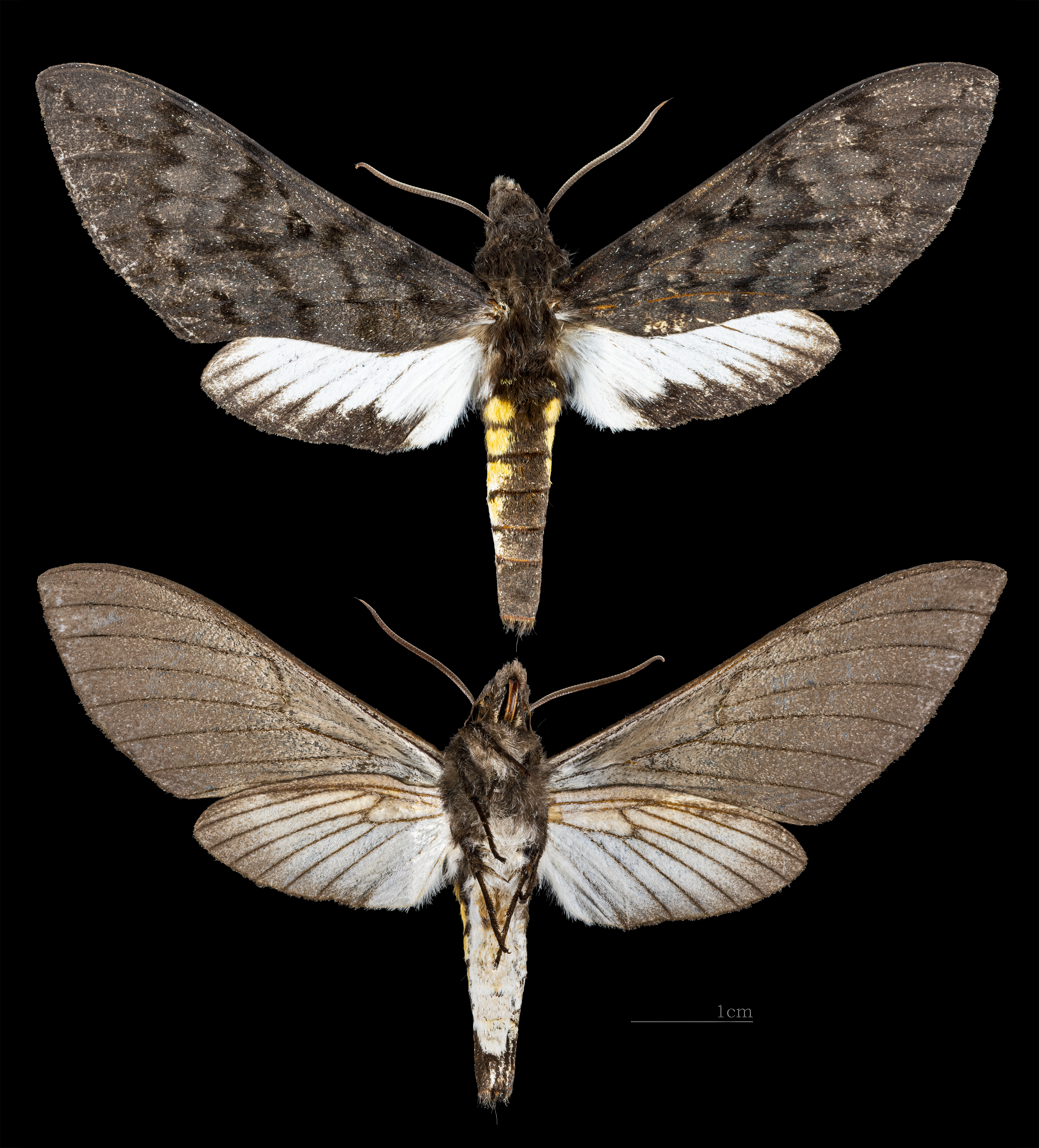
Manduca violaalba
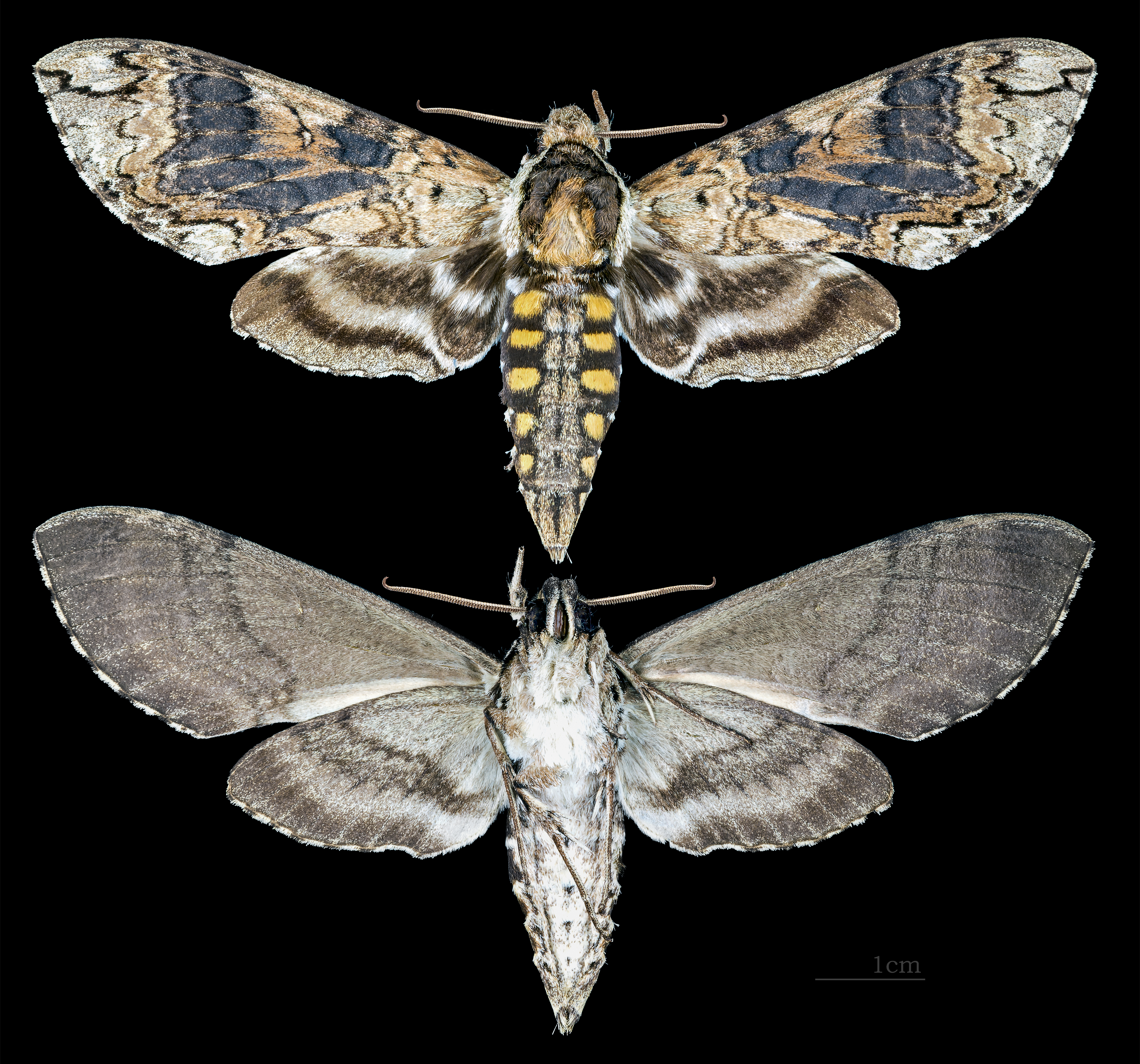
Manduca wellingi